# Schornstein

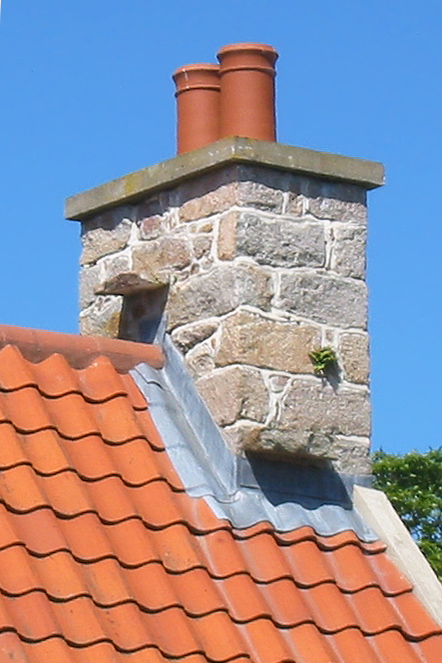
Hausschornstein auf Jersey mit zwei Schornsteinaufsätzen aus Keramik

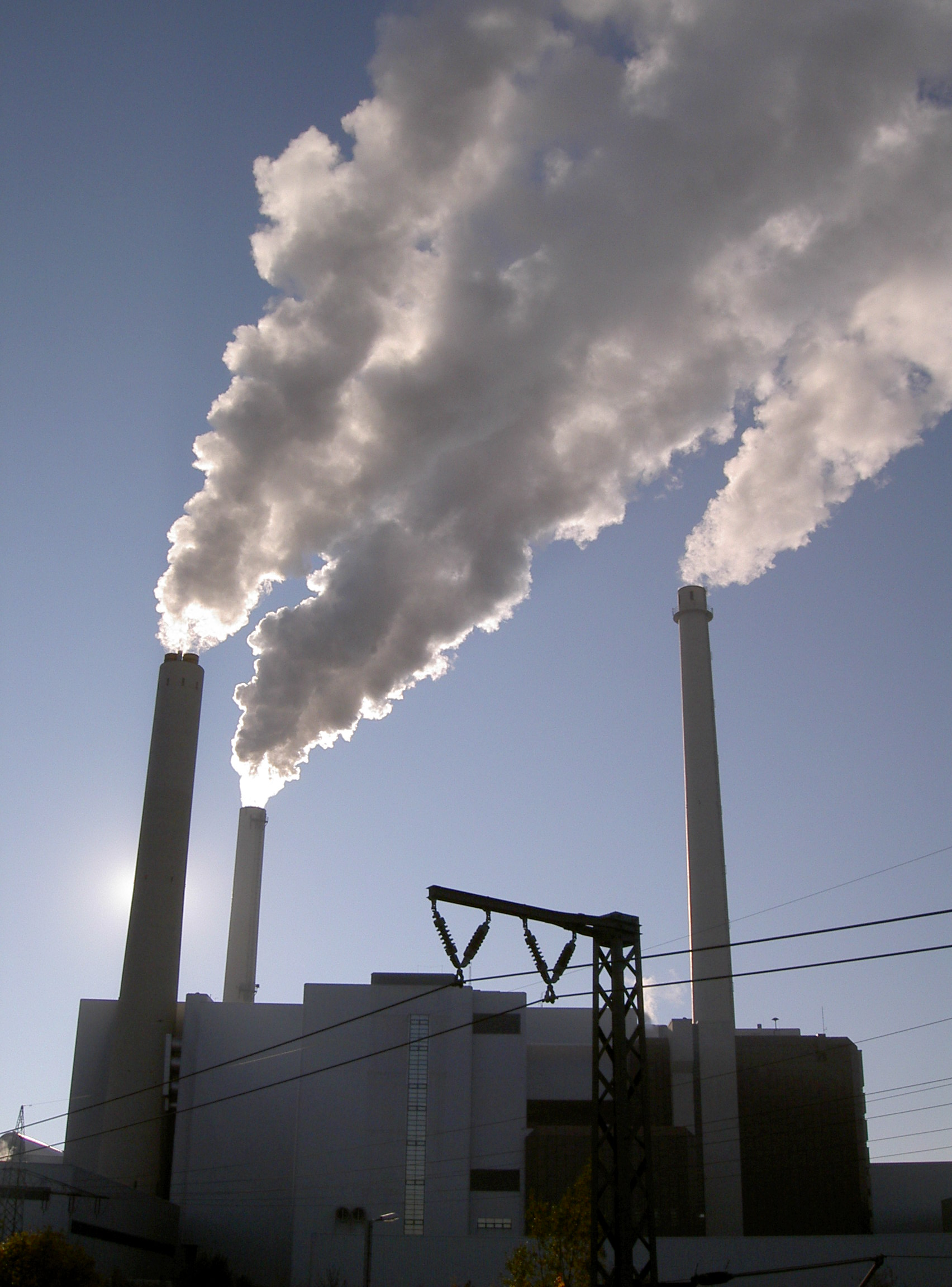
Dampfhaltige Rauchgase über Industrieschornsteinen (Heizkraftwerk Nord bei München)

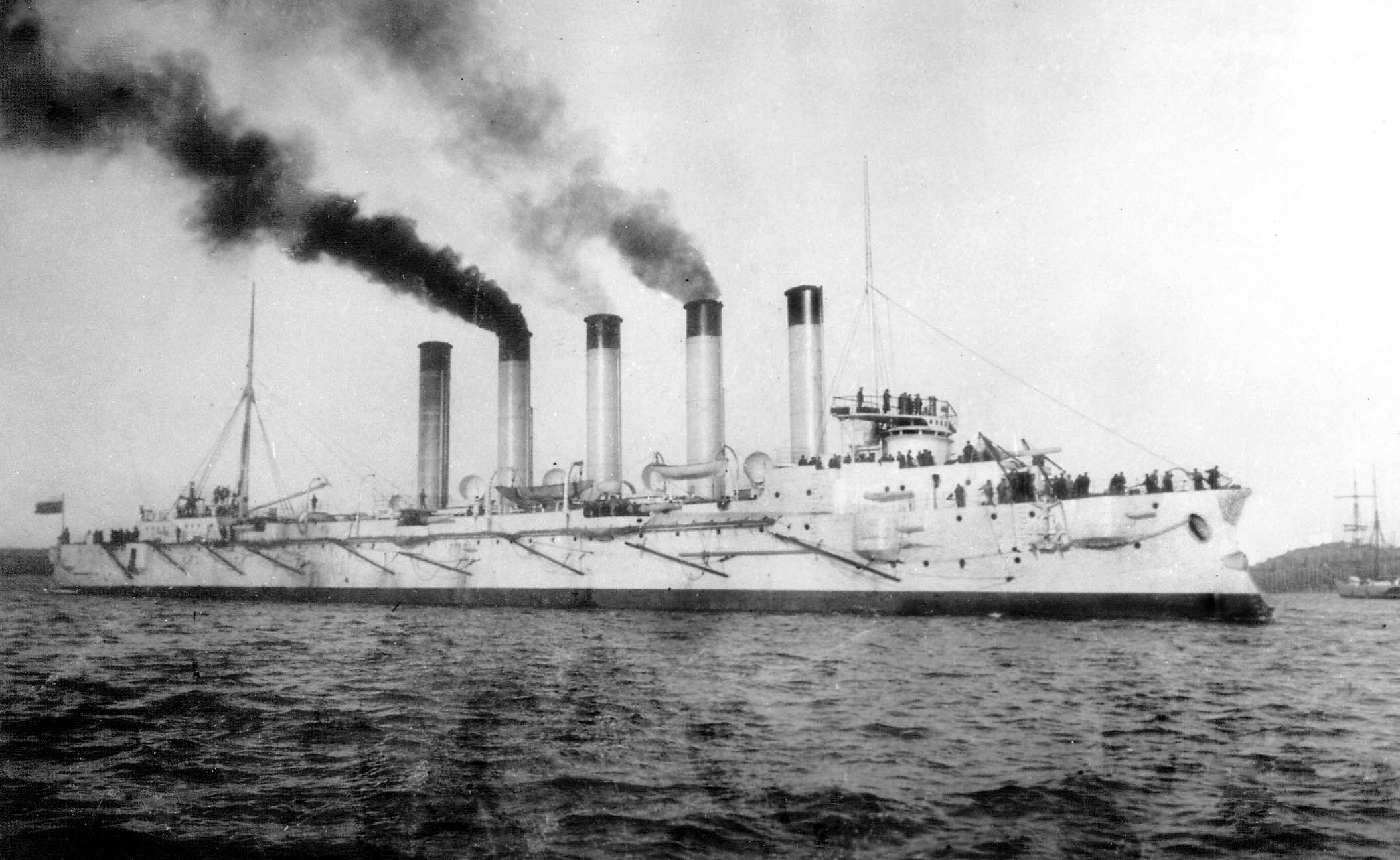
Rauchende Schiffsschornsteine (russischer Kreuzer Askold)

Ein Schornstein ist eine überwiegend senkrecht verlaufende Rauchgasleitung in oder an Gebäuden oder Anlagen, auf Schiffen, an Traktoren oder auf Dampflokomotiven, die Rauchgase ins Freie abführt. Der über die Dachfläche herausragende Teil eines Hausschornsteins nennt sich Schornsteinkopf. Ein schräg geführter Schornstein wird als verzogen, verschleppt oder als Schleppesse bezeichnet.
Früher war die Beständigkeit gegen Rußbrand ausschlaggebend für die Konstruktionsweise des Schornsteins.
Abgas enthält keine Rußbestandteile, sodass bei einer reinen Abgasleitung auf die Rußbrandbeständigkeit verzichtet werden kann.
Bei modernen Abgasanlagen kommt es aufgrund von Kondensatbildung durch niedrige Abgasmengen und -temperaturen vorwiegend auf die Säure- und Feuchtebeständigkeit an.
Industrieschornsteine werden manchmal Schlot genannt. Bei Gebäuden wird der Schornstein auf ostmitteldeutsch auch Esse, in Österreich und Süddeutschland Rauchfang oder „der Kamin“, und in der Schweiz meist „das Kamin“ genannt. Kamin ist für Deutsche missverständlich, da auch in eine Wand eingebaute Feuerstätten mit sichtbarer Flamme als Kamin bezeichnet werden; diese werden in der Schweiz und im frankophonen Raum Cheminée genannt. Umgangssprachlich werden auch Kühl- und andere Türme, wie etwa die Warmluft-Kamine von Aufwindkraftwerken, als Schornstein bezeichnet.
Die Rauchgasleitung innerhalb einer Feuerstätte wird als Zug bezeichnet, wobei an jeder Umlenkung der Rauchgase ein neuer Zug beginnt.

## Begriffe
Ein Schornstein dient nach DIN 18160-1 zur Abführung von Verbrennungsgasen von Feuerstätten ins Freie und zur Herstellung des zum Ansaugen der Verbrennungsluft nötigen Unterdrucks. Er ist Teil einer Abgasanlage bzw. eines Abgassystems im weiteren Sinne.
Als Rauchrohr wird der innerste Kanal von mehrschalig ausgeführten Schornsteinen bezeichnet, der mit den Rauchgasen in Kontakt kommt. Das waagerecht oder schräg vom Ofen zum Schornstein verlaufende Rauchrohr wird in den Richtlinien als Verbindungsstück und umgangssprachlich als Ofenrohr bezeichnet.
Schornsteine in traditioneller Bauweise werden vermehrt durch Abgasleitungen (Abgasrohr) abgelöst, durch welche zwar Abgas, aber kein Rauchgas geleitet werden darf, da dieses nach DIN EN 1443 neben flüssigem Wasser (Nebeltröpfchen) auch Ruß enthalten darf, welches zu einem Schornsteinbrand führen kann.

## Begriffsherkunft
Die Herkunft des Wortes Schornstein stammt nach dem Deutschen Wörterbuch wahrscheinlich von althochdeutsch schorren, d. h. „hervorragen“, so dass also ursprünglich den Kragstein in der Wand bezeichnet wurde, auf dem bei den alten Kaminanlagen der Rauchfang ruhte. Der Begriff scorstein ist aus dem 13. und 14. Jahrhundert belegt, daneben u. a. schornstên (1420) und schornsteyn (1469). Die Begriffe wurden in früher Zeit in der Bedeutung „Feuerstelle, Ofen, Herd“ verwendet.
Der Gebrauch des Wortes Schornstein war lange vor allem auf Nord-, Mittel- und Westdeutschland beschränkt; in anderen Dialekten und Regiolekten finden sich die Synonyme Esse, Schlot, Kamin. Heute ist Schornstein in Deutschland die Leitvariante, die zunehmend die anderen regionalen Begriffe ersetzt.

## Hausschornsteine

### Funktion
Die Funktion des Schornsteins basiert auf dem Kamineffekt. Er erzeugt einen Auftrieb durch die im Vergleich zur umgebenden Luft leichtere Gassäule. Die geometrischen Parameter Höhe und lichte Weite des Schornsteins müssen deshalb auf die zu fördernde Gasmenge und ihre Temperatur abgestimmt sein.
Die Strömung des Gases erzeugt durch den Bernoullischen Effekt im Kamin einen niedrigeren Luftdruck, der verhindert, dass Rauchgase aus Feuerstätten in die Wohnbereiche dringen. Die Ausführung muss so sein, dass der Wind nicht in den Kamin drücken kann (er muss im freien Windstrom liegen). Um zu verhindern, dass dem Ofen oder den Räumen, in denen er steht, auch außerhalb der Feuerungsphasen kontinuierlich warme Luft entzogen wird, muss eine Rauchgasklappe installiert oder die Luftzufuhr eines luftdichten Ofens anderweitig gesperrt werden.
Da moderne, mit Ventilatoren betriebene Lüftungen in Bad und Dunstabzugshauben in der Küche den Förderdruck eines Schornsteins bei weitem übertreffen, könnten sie aufgrund der unvollständigen Verbrennung entstehendes Kohlenstoffmonoxid und die Abgase rückwärts durch den Ofen in die Zimmer ziehen und eine Kohlenstoffmonoxidvergiftung auslösen. Daher darf in Wohnungen mit einer Ventilatorlüftung ein Ofen oder Kamin nur mit entsprechendem Zuluftschacht betrieben werden. Der Zuluftschacht sollte seinerseits für die Betriebspausen verschließbar sein, um einen Abzug der Warmluft zu vermeiden.
Moderne häusliche Warmwasserheizungen mit Niedertemperatur- und Brennwerttechnik haben für den Betrieb des Schornsteins nicht mehr ausreichend hohe Abgastemperaturen für die Vermeidung von Kondensat. Die Abgase erreichen ihren Taupunkt innerhalb des Schornsteins und kondensieren an der Wandung. Diese ist daher aus feuchtebeständigem Material wie Kunststoff, Keramik oder rostfreiem Edelstahl zu erstellen, um eine Versottung zu vermeiden. Werden die Abgastemperaturen so niedrig, dass ein ausreichender Auftrieb ausbleibt, wird ein Lüfter („Abgasventilator“, „Saugzuggebläse“) eingesetzt, um die Gase durch Über- oder Unterdruck zu fördern, was Auswirkungen auf die Ausführung des Feuerraumes hat und/oder eine gasdichte Abgasleitung erfordert.
Wegen seiner Sicherheitsfunktion in häuslichen Feuerstätten ist der Schornstein wie die Abgasleitung baurechtlich abnahmepflichtig. Die Abnahme und Überprüfung werden in Deutschland durch den Schornsteinfeger durchgeführt.

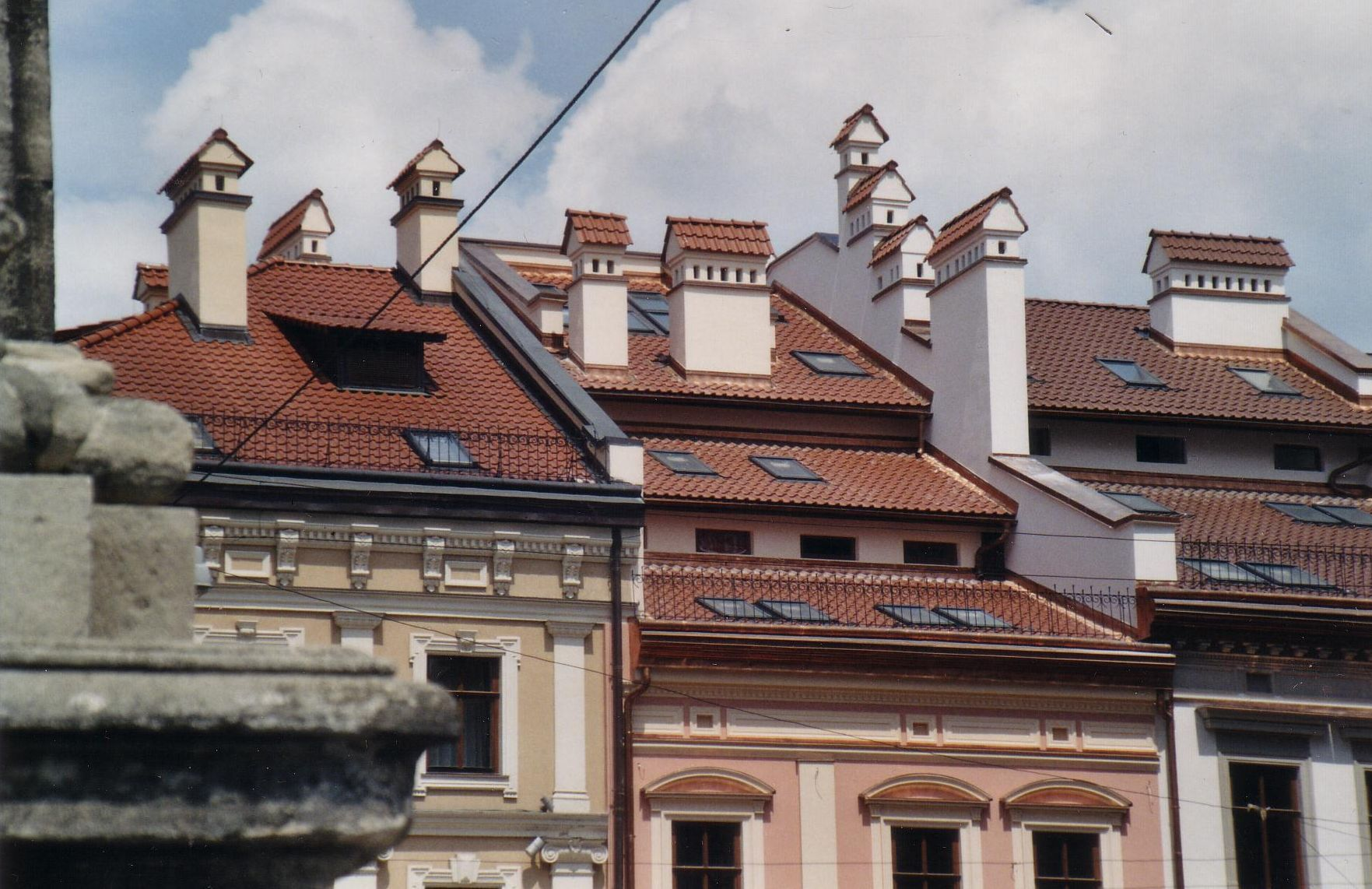
Renovierte Schornsteinköpfe in Lemberg
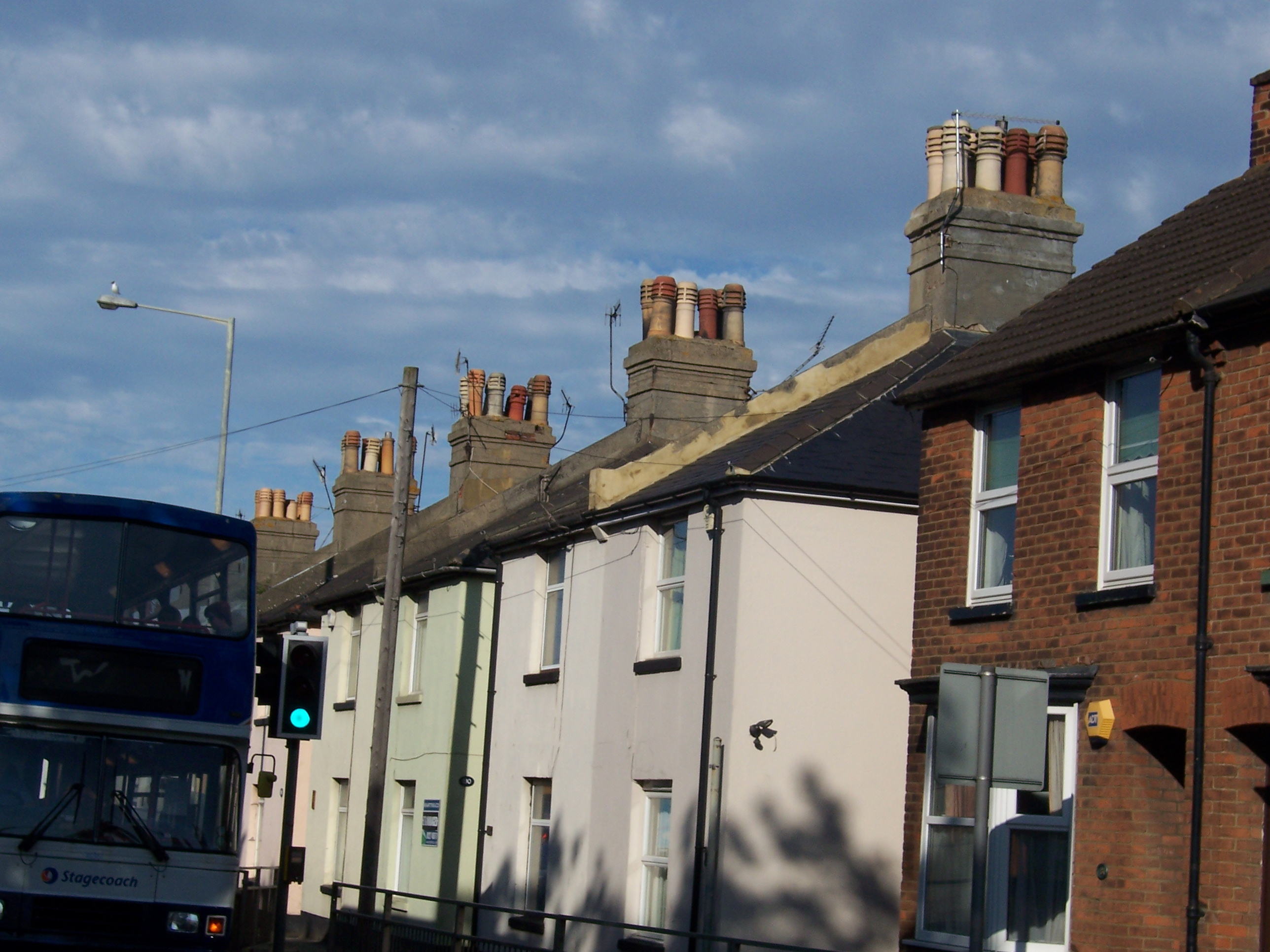
Typische Schornsteine in England
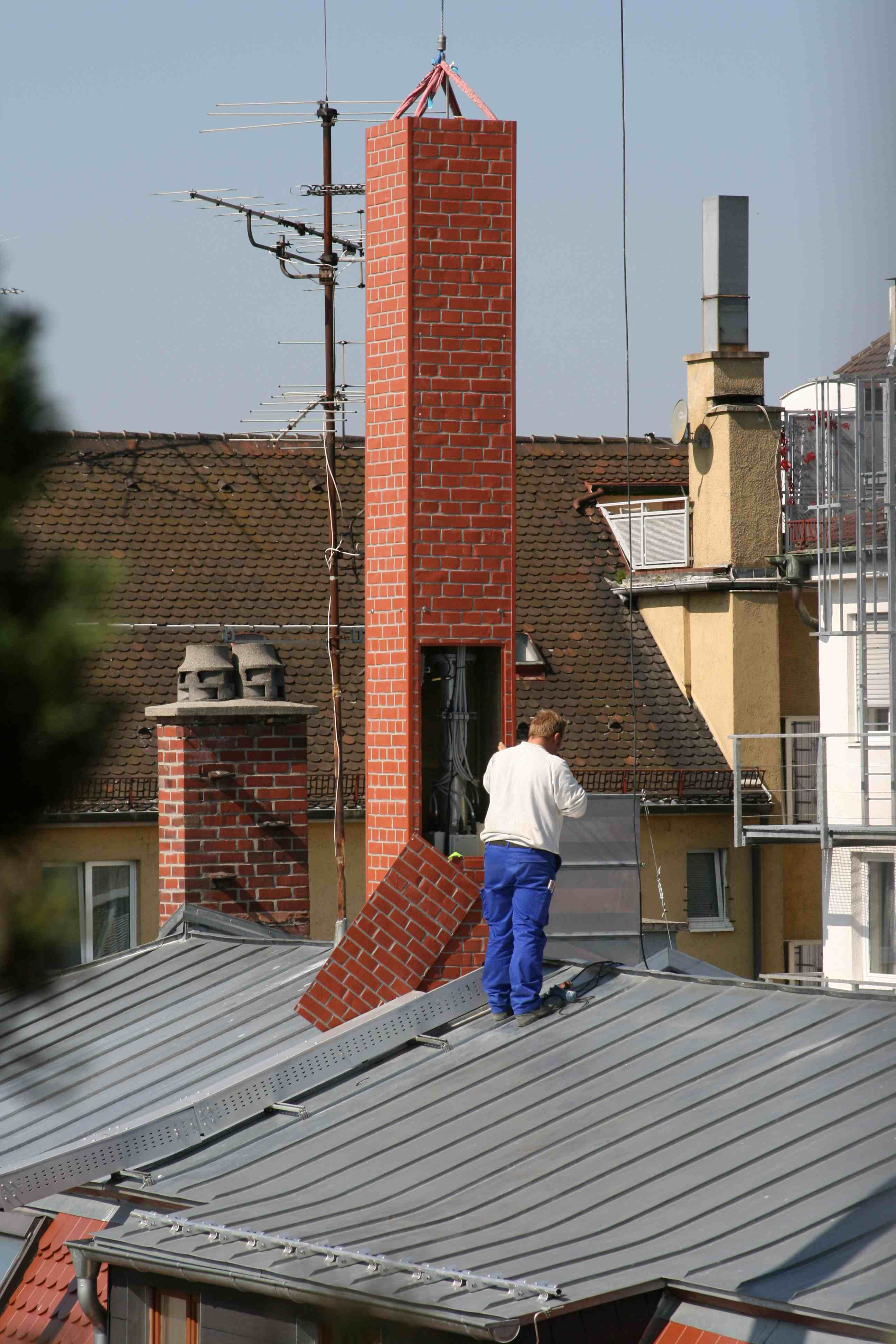
Als Schornstein getarnter Sendemast

### Ausführung
Der innere freie Durchmesser von Rauchrohr bzw. Schornstein beträgt bei Öl-, Gas- und Pelletheizungen typischerweise 12 bis 14 cm, bei Kamin- und Kachelöfen 16 bis 18 cm und bei offenen Kaminen wenigstens 20 cm.

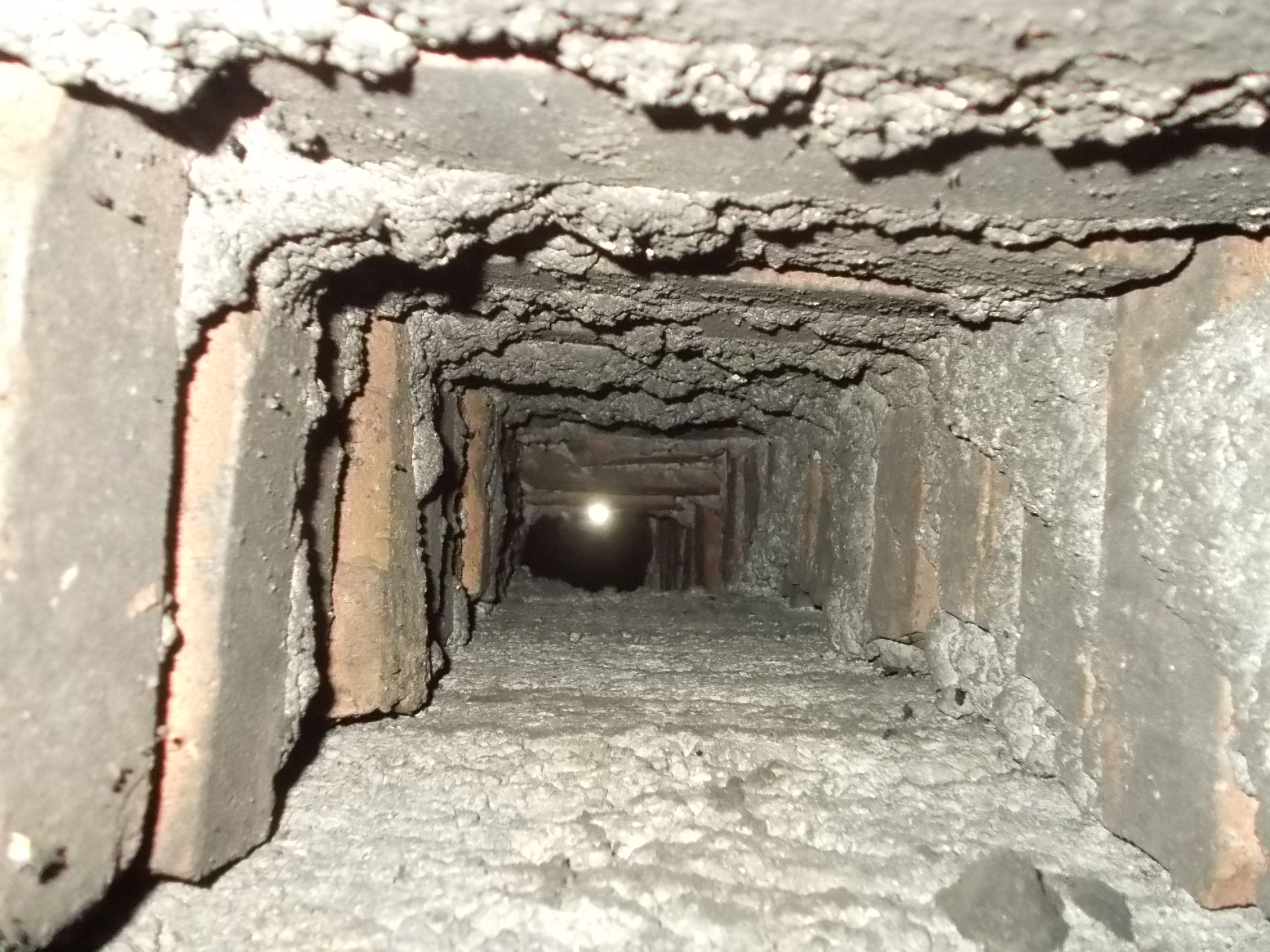
Inneres eines (etwas verschleppten) Hausschornsteins

Die DIN V 18160-1:2006-01 enthält die notwendigen Abstände zu brennbaren Baustoffen zur Vermeidung der Entflammung auch im Falle eines Rußbrands. Schornsteinkonstruktionen wird dabei eine Rußbrandbeständigkeitsklasse zugeordnet. Die Klasse G50 etwa kennzeichnet eine Konstruktion, die bis zu einem Abstand von 50 mm rußbrandbeständig ist. Notwendige Abstände zu Holzbalken sind auch den Feuerungsverordnungen der deutschen Bundesländer zu entnehmen. Wenn die Fuge zu brennbaren Baustoffen nicht offengehalten werden kann, ist eine gute Belüftung erforderlich. Eine Verfüllung mit nichtbrennbaren Dämmstoffen ist in besonderen Fällen zulässig. Schmale Bauteile wie Leisten oder Latten, die nur geringfügig am Schornstein anliegen, müssen keinen Abstand einhalten. Zu Fenstern ist in der Regel mindestens ein Abstand von 20 cm einzuhalten. Die Hersteller von Wärmedämmverglasungen verlangen häufig einen größeren Abstand, um das Bersten des Glases durch Wärmespannungen zu vermeiden. Freiliegende Abgasleitungen müssen von brennbaren Bauteilen einen Abstand von 20 cm einhalten, sofern sie nicht durch eine wenigstens 2 cm starke Umhüllung aus nichtbrennbaren Dämmstoffen verkleidet werden oder die Abgastemperatur der Feuerstätten höchstens 160 °C erreichen können.
Bei kondensierendem Abgas muss darauf geachtet werden, dass das Kondensat nicht innerhalb oder unmittelbar oberhalb des Schornsteins (etwa an einer Abdeckplatte) gefriert und das Eis den freien Austritt der Abgase behindert.

### Typen
Folgende Hausschornsteine sind in Europa gängig:
- dreischalige Schornsteine bestehen aus Schacht (Mantelstein) bzw. Außenrohr, Dämmung und Innenrohr
- zweischalige Schornsteine bestehen aus Schacht bzw. Außenrohr mit Innenrohr
- einschalige Schornsteine bestehen aus einem Schacht aus meist mineralischen Baustoffen[7]

Doppelwandige Schornsteine aus rostfreiem Stahl gibt es in zweischaliger oder dreischaliger Ausführung, wenn sich zwischen Innen- und Außenrohr noch eine Dämmschicht befindet.
Durch eine Dämmschicht bleibt die Abgaswärme erhalten, wodurch der Unterdruck vergrößert wird und keine Gefahr der Eisbildung an der Schornsteinmündung besteht. Erforderlich ist eine Dämmung meist nur, wenn die Abgasanlage außerhalb des Gebäudes geführt wird.
Zweischalige Schornsteine werden oft als Abgasleitung eingesetzt oder dort, wo Abgase unter Überdruck abgeführt werden.
Raumluftunabhängige Heizgeräte werden oft an einen zweischaligen Schornstein angeschlossen, bei dem der Zwischenraum zwischen Schacht bzw. Außenrohr und Innenrohr zur Verbrennungsluftzuführung verwendet wird. Diese Schornsteinsysteme werden auch LAS-Schornstein genannt.

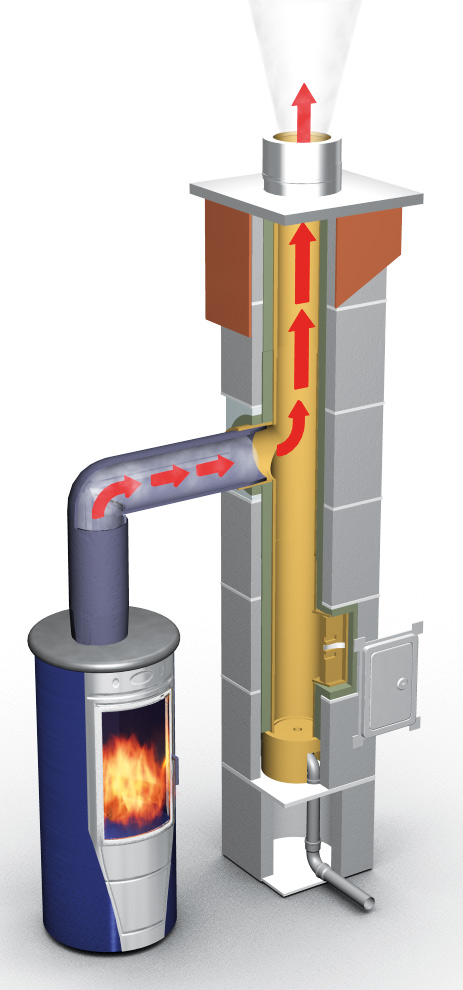
Schnitt durch einen dreischaligen Schornstein
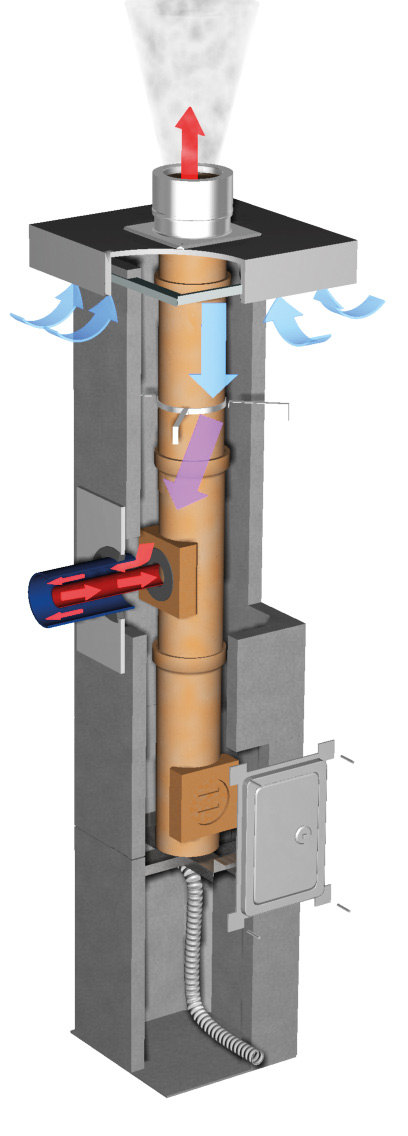
Schnitt durch einen zweischaligen LAS-Schornstein
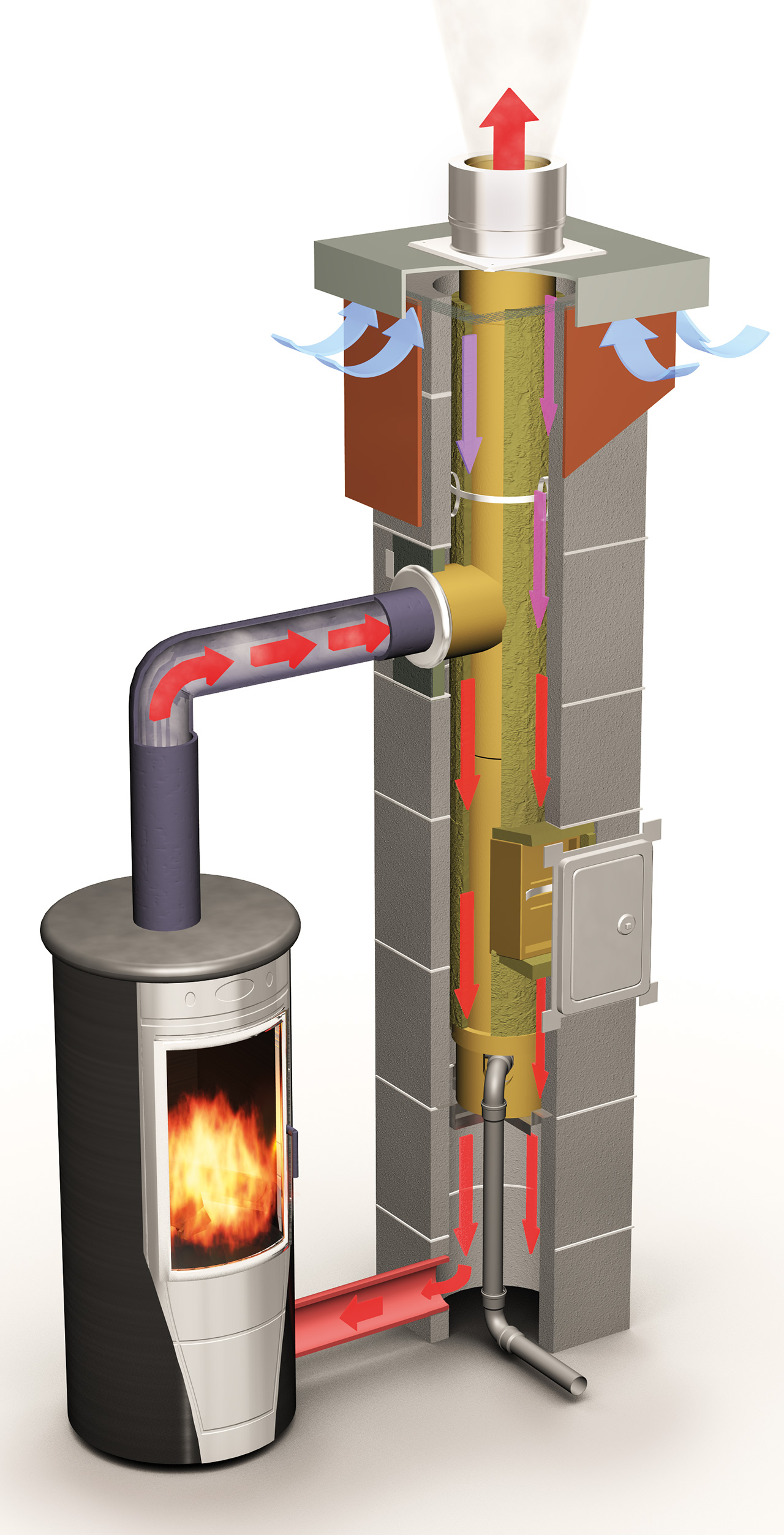
Schnitt durch ein dreischaligen LAS-Schornstein mit Abgas- und Zuluftführung
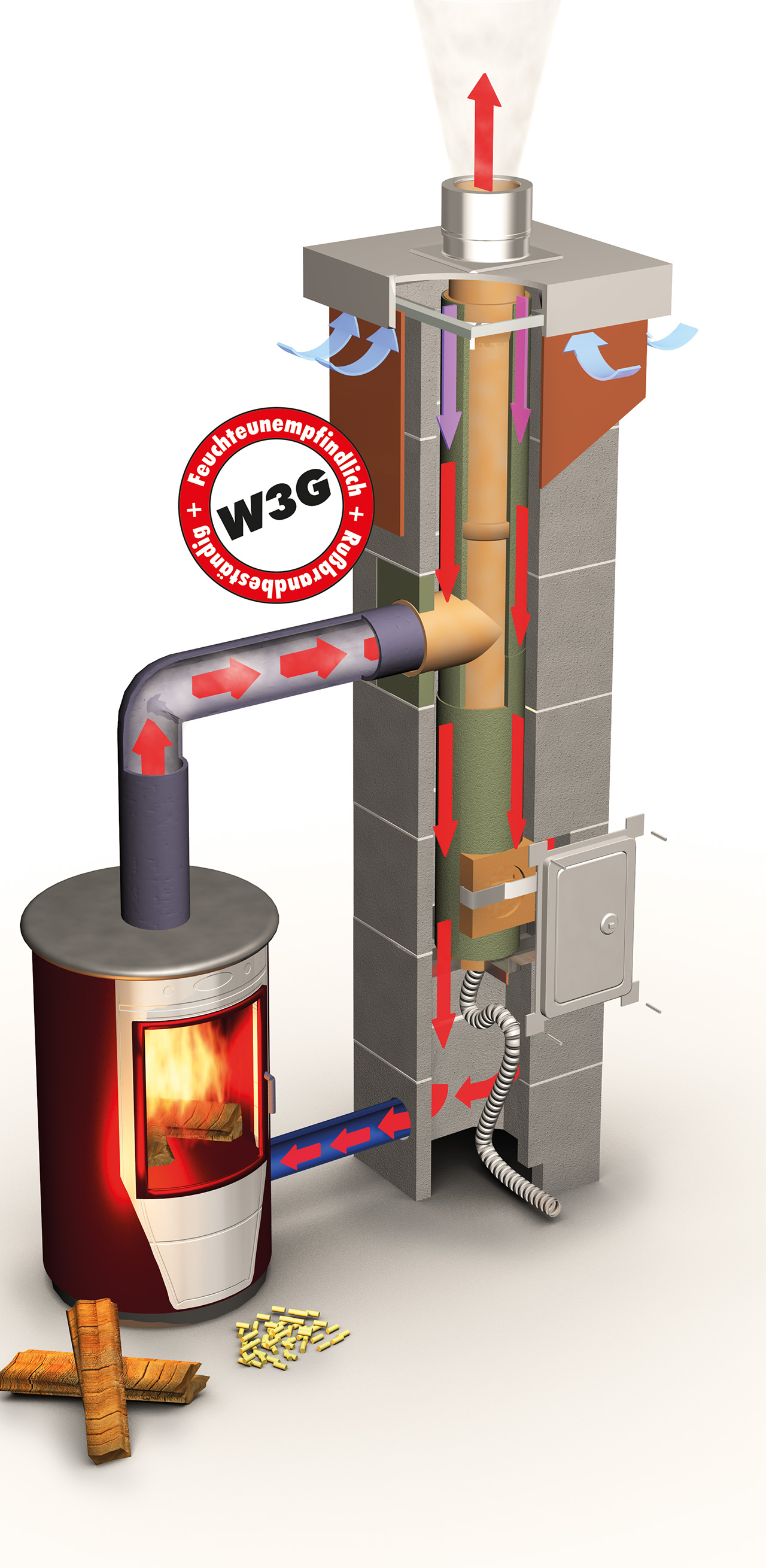
Schnitt durch einen dreischaligen W3G-LAS-Schornstein

Energieeinsparverordnung (EnEV) und Gebäudeenergiegesetz (GEG) fordern eine luftdichte Gebäudehülle, die einen sicheren Betrieb raumluftabhängiger Öfen und Kamine nicht erlaubt. Die Verbrennungsluft wird darum unmittelbar von außen (raumluftunabhängig) zugeführt; entweder durch einen horizontalen Kanal, einen Zuluftschacht im Schornstein oder ein spezielles Luft-Abgas-System.
Effiziente Feuerstätten arbeiten mit geringen Abgastemperaturen, was auch bei festen Brennstoffen wie Scheitholz und Holzpellets zu Unterschreitung der Taupunkttemperatur im Schornstein führen kann. Dadurch entsteht Kondensat, das zur Versottung konventioneller Schornsteine führt. Kondensatunempfindliche Schornsteine sollten die Klassifizierung „W3 Gxx“ besitzen und werden oft als „W3G-Schornstein“ bezeichnet. Diese Systeme sind auch nach einem Rußbrand (Schornsteinbrand) noch feuchteunempfindlich.
Eine besondere Schornstein-Bauart ist die russische Röhre. Sie zeichnet sich durch einen engen Querschnitt aus. Diese Bauform mit russischem Vorbild ist seit Ende des 19. Jahrhunderts in Deutschland üblich. Die ältere Schornsteinbauweise hat in Deutschland einen größeren Querschnitt und ist vom Schornsteinfeger besteigbar.

### Geschichte

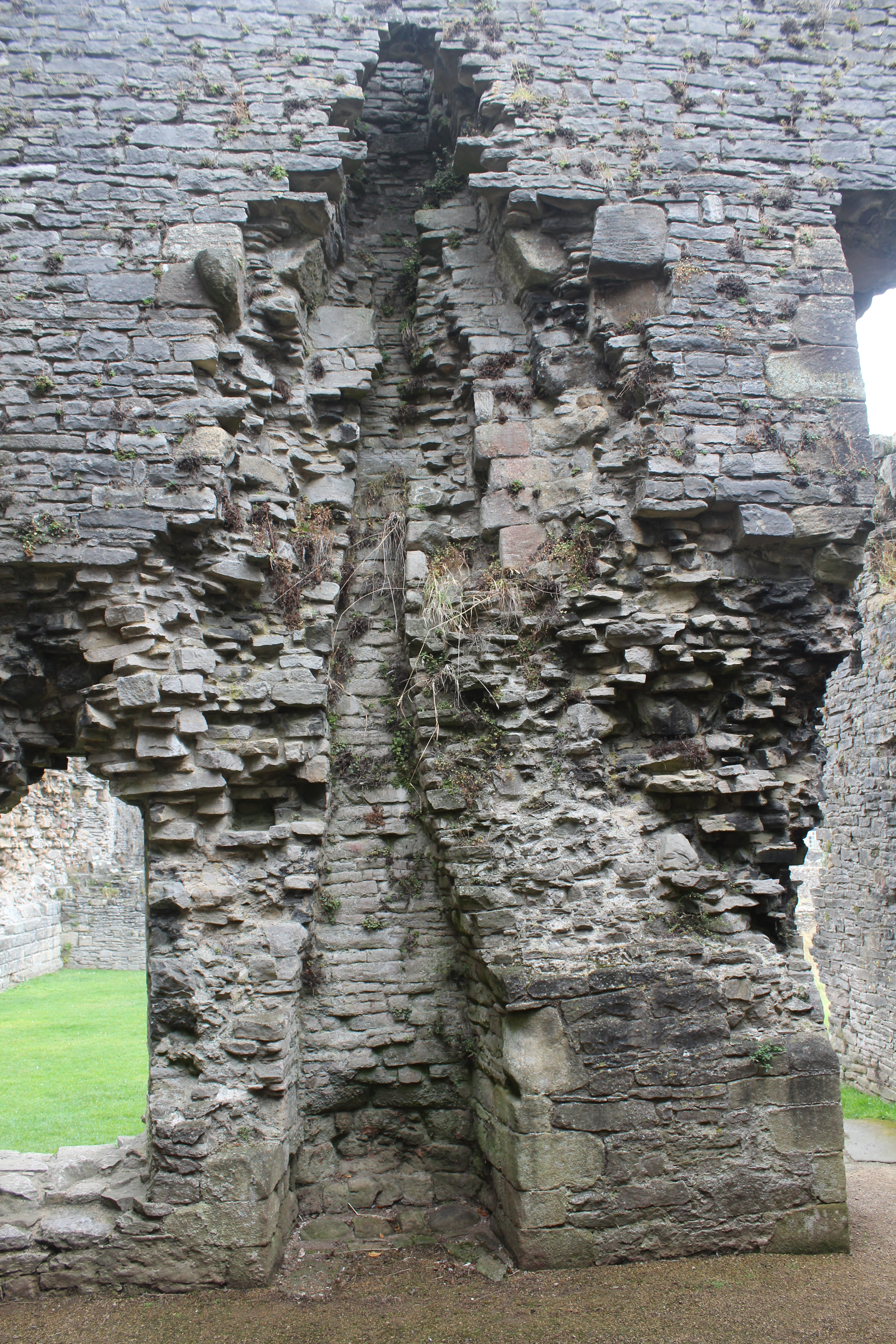
Schornstein und Rauchfang in einer mittelalterlichen Burg

Der Schornstein wurde in Form des Hypokaustums von den Römern entwickelt, geriet aber bis zum 10. – 11. Jahrhundert in Vergessenheit. In der Zwischenzeit gab es nur eingeschossige Einraumhäuser (woraus sich unter anderem Dielenhäuser entwickelten). Der Rauch zog von der Kochstelle durch das ganze Haus und entwich über Öffnungen im Dach. Das führte dazu, dass das ganze Haus beheizt wurde, aber auch dass der Ruß sich im Kochbereich („Rauchkuchl“) und im ganzen Haus (samt Kleidung, Lungen und Haut der Bewohner) niederschlug und die Feuergefahr stieg. Fleisch und Fische wurden nahe der Kochstelle oder unter dem Dach vor Nagern oder Haustieren gesichert aufgehängt und wurden dort automatisch getrocknet und geräuchert. Mit Einführung der Zwischengeschossdecken ergab sich die Notwendigkeit einer besseren Rauchabführung.
Über dem offenen Feuer befand sich dann ein trichterförmiger Rauchfang, der oben in den Schornstein mündete und in dem auch Wurst und Fleisch geräuchert werden konnten. Mit dem Aufkommen gemauerter oder eiserner Kochherde wurde der Rauchfang überflüssig, in ländlichen Gebieten hielt sich das Kochen über offenem Feuer noch bis ins Ende des 19. Jahrhunderts. Rein zu Heizzwecken dienende Öfen des Hauses in anderen Räumen wurden schon zuvor direkt an den Schornstein angeschlossen.
Durch regelmäßige Anordnung auf der Dachfläche und handwerklich aufwendige Gestaltung wurden Schornsteine beispielsweise im Schlossbau der Barockzeit auch als architektonisches Schmuckelement verwendet. Hierbei wurde oft ein sog. Verziehen der Schornsteine notwendig, d. h. der Rauchkanal wurde unterhalb der Dachfläche fast horizontal geführt, damit er an der ästhetisch richtigen Stelle aus dem Dach heraustreten konnte; manchmal wurden sogar noch zusätzliche Schornsteinattrappen angebracht um die regelmäßige Gliederung aufrechtzuerhalten. Im Sinne der Denkmalpflege ist es problematisch, dass nicht mehr benötigte Schornsteine heute bei Dacherneuerungen oft abgebrochen werden und damit auch ihre ästhetische Funktion verloren geht. (Hauptartikel: → Schornsteinkopf)
Anordnungen unter Pfalzgraf Karl IV. aus dem Jahr 1772 dienten auch der Verhütung eines Brandes im Zusammenhang mit häuslichen Feuerstätten. Nach gleichzeitigen Bauvorschriften durften keine Holzschornsteine mehr errichtet, keine hölzernen Schläuche mehr eingebaut werden, die den Rauch der Feuerstätte zum Kamin zu leiten hatten, wie es auch untersagt wurde, Ofenrohre zum Fenster hinauszuführen.
Ab Mitte des 18. Jahrhunderts ersetzten sogenannte Mantelschornsteine als Nachfolgelösung die Schwarzen Küchen, in denen auf offenem Feuer ohne Abzug gekocht wurde. Als historische Rarität gibt es vereinzelte Mantelschornsteine noch im 21. Jahrhundert in alten Häusern z. B. im Oderbruch (Land Brandenburg).

## Besondere Funktionen großer Schornsteine

### Landschaftsmerkmal
In der Gründerzeit wurden Fabrikschlote oftmals so platziert, dass sie dem jeweiligen Stadtviertel ein gewisses Gepräge gaben. Reiche Industrielle legten Wert auf die künstlerische Ausgestaltung der Fabrikmauern, Portale und Schlote – etwa durch die z. B. in Thüringen weit verbreitete Schmucktechnik mit versetzten Ziegeln.

### Vermessungspunkt
Für die Geodäsie – der es gerade in Industriegebieten meist an freier Sicht mangelt – wurden symmetrisch gemauerte Fabrikschlote oft als Hochpunkte eingemessen, da sie sich gut als Festpunkte eignen. Im Gegensatz zu Kirchtürmen oder Masten erfordern sie jedoch ein zweifaches Zielen, das der Geodät „Schlot links, Schlot rechts“ nennt. Durch Bildung des Mittels wird die Richtung ermittelt. Nur vereinzelt wird der an der Schlotspitze angebrachte Blitzableiter als Ziel verwendet, weil er sich durch Wettereinflüsse verändern kann.

### Industrieschornsteine als Gestaltungsaufgabe und Bedeutungsträger
Die großen Fabrikschornsteine waren auffällig im Stadt- bzw. Landschaftsbild, wurden von Fortschrittskritikern angezweifelt und galten unter Heimatfreunden bisweilen gar als „Mörder der natürlichen landschaftlichen Schönheit“. Daher kam es für Architekten zur Herausforderung einer „ästhetischen Bewältigung des Schornsteins“, die insbesondere auch für die mit Pietätfragen behaftete Bauaufgabe ‚Krematorium‘ entstand.

Beispiele
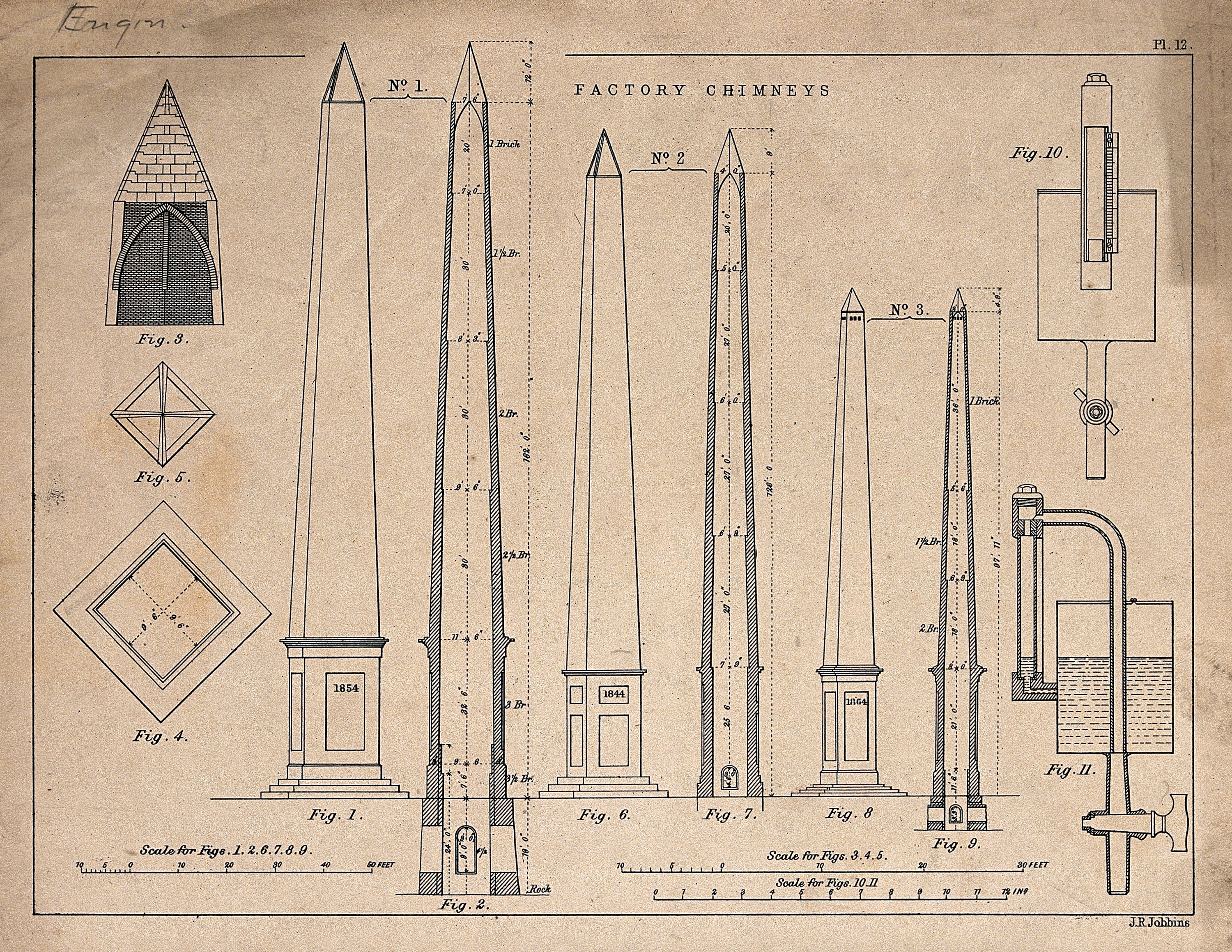
Fabrikschornsteine als kaschierte Obelisken (Mitte 19. Jahrhundert)
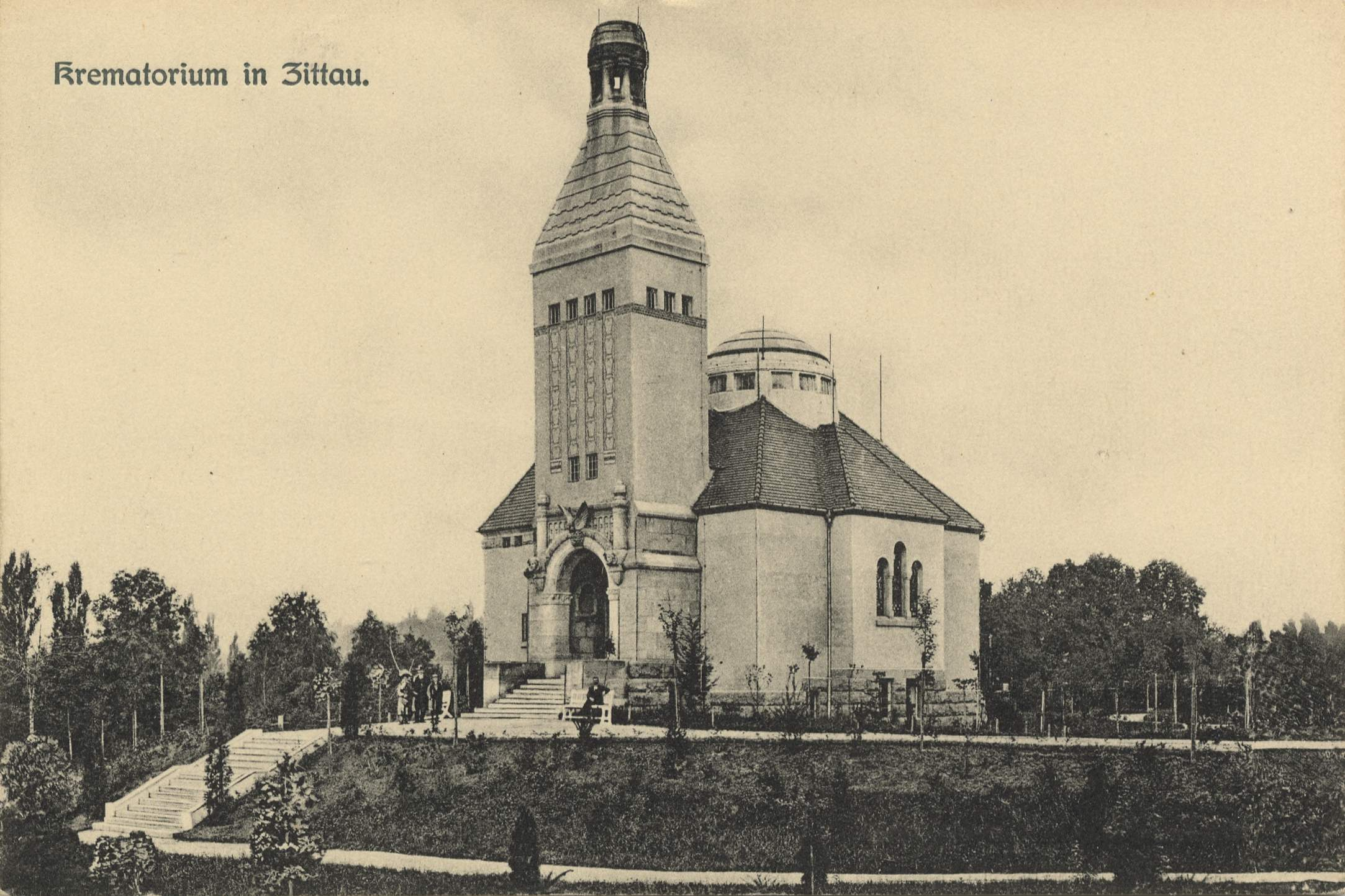
Als Turmlaterne getarnter Schornstein des Krematoriums in Zittau, erbaut 1908–1909
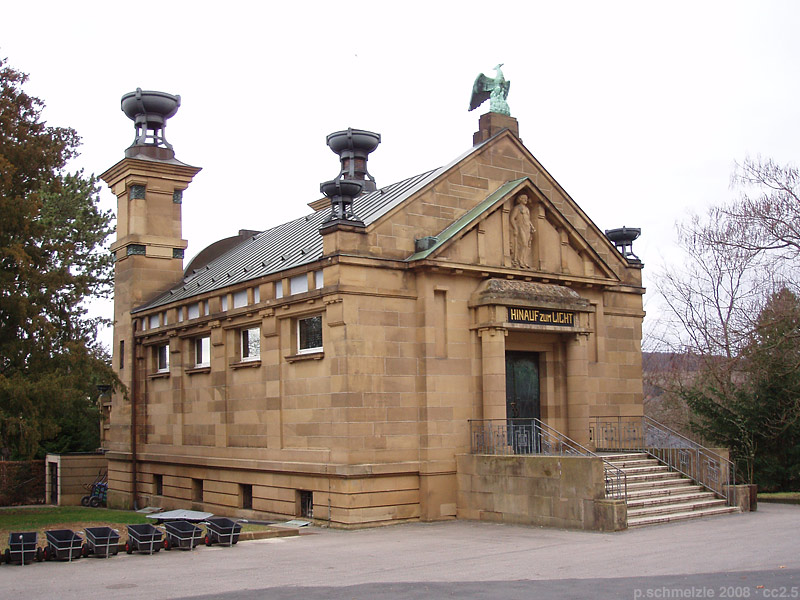
Als Turm mit Feuerschale gestalteter Schornstein des Krematoriums Heilbronn, erbaut 1904–1905
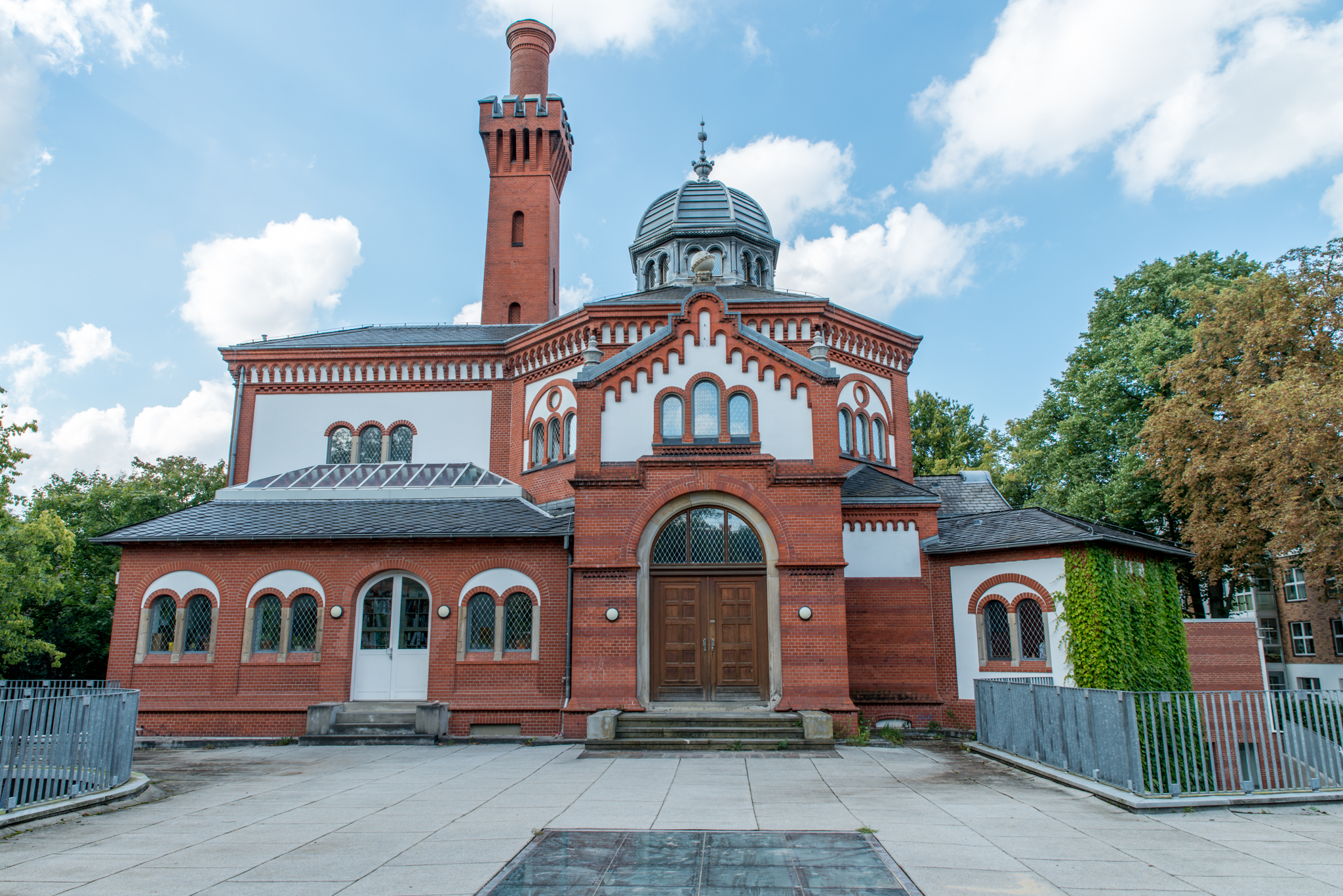
Als florentiner Geschlechterturm gestalteter Schornstein des Alten Krematoriums Hamburg, erbaut 1890–1891
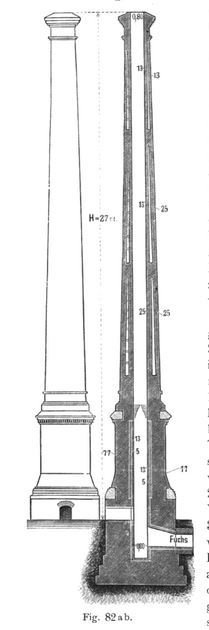
Freistehender Industrieschornstein auf einem Postament und mit Dossierung (Franz Stade, 1904[17])

### Träger für Antennen

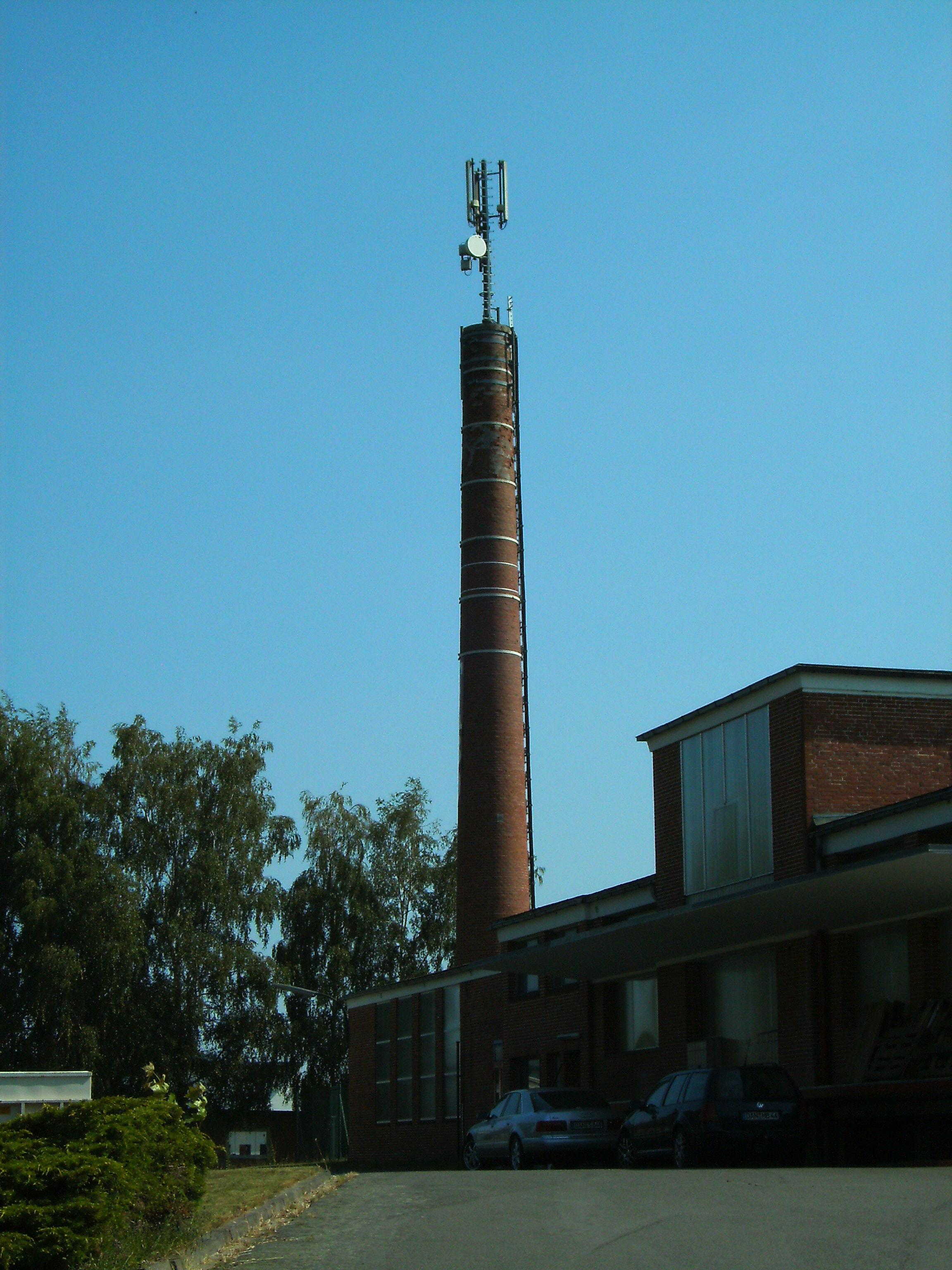
Zum Mobilfunkturm umgebauter Kamin in Dannenberg

Einige große Schornsteine tragen auch Sendeantennen für leistungsschwache (Sendeleistung < 1 kW) UKW-Rundfunksender oder Fernsehsender. Sie sind auch als Träger von Mobilfunkantennen beliebt. Allerdings kann es durch die Rauchgase zu Korrosionsproblemen kommen.

### Sonstiges
Große Schornsteine können mittels eines Schornsteinbehälters auch als Wasserturm dienen.
Manche Schornsteine einiger Großkraftwerke in der ehemaligen Sowjetunion sind mit Auslegern ausgestattet, an denen die Leiterseile der vom Kraftwerk abgehenden Leitungen über das Kraftwerksgebäude hinweggeführt werden. Allerdings wurde diese Variante wegen möglicher Korrosionsprobleme nur selten realisiert.
Der Schornstein der Müllverbrennungsanlage Pei Tou trägt ein Drehrestaurant.

### Nutzung stillgelegter Schornsteine
Stillgelegte Industriekamine können z. B. in Sendetürme umgewandelt werden. Ein Beispiel hierfür befindet sich in Leipzig-Connewitz. Außerdem sind sie wegen ihrer oft überragenden Höhe gerne genutzte Werbeträger.
In Weißandt-Gölzau wurde ein Schornstein in eine Windkraftanlage umgebaut.

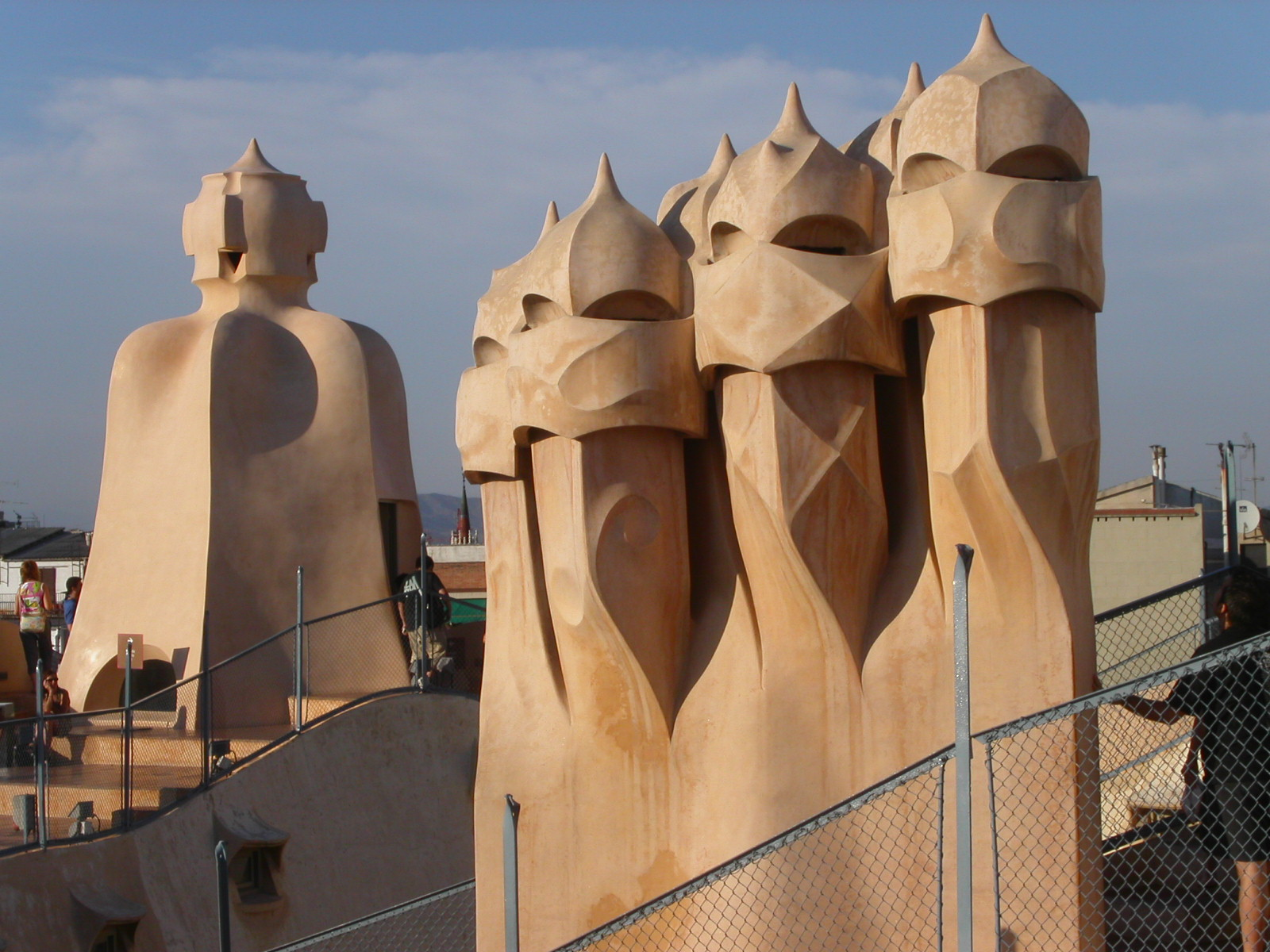
Die „Wächter“ von Gaudí auf der Casa Milà, Barcelona

## Schornsteine bei Kraftwerken und Industrieanwendungen

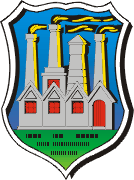
Wappen der Marktgemeinde Hirtenberg, Österreich

Die ersten hohen Fabrikschlote gehen auf den Beginn der Industrialisierung zurück und sind eine Weiterentwicklung der bei Hochöfen gemachten Erfahrungen. Sie wurden aus sehr heiß gebrannten, demzufolge sehr harten Ziegeln rund aufgemauert, teilweise auch mit feuerfesten Materialien verkleidet. Sie werden deshalb oft auch als Ziegelschlote bezeichnet. Die zumeist konischen Schlote dienten einerseits dem besseren Abzug der Feuerstellen (siehe Kamin), anderseits einer gewissen Luftreinhaltung. Daher wurden sie immer wesentlich höher als die umliegenden Gebäude gebaut – was andererseits einen stärkeren Angriff des Windes mit sich brachte.

### Bauweise
Insbesondere Kraftwerk- und Industrie-Schornsteine werden in der Höhe so dimensioniert, dass sie die meist umweltschädlichen Abgase in einer Höhe emittieren, wo die Winde deutlich stärker als in Bodennähe wehen und wo sie sich (während sie teilweise in Richtung Boden absinken) beim Vermischen mit sauberer Luft stark verdünnen. Manchmal wird ihre Höhe daran bemessen, dass sie eine eventuell vorhandene Inversionsschicht durchstoßen.
Sie werden meist zweischalig ausgeführt:
- Eine äußere Schale aus Beton oder Mauerwerk, die als Tragwerk für die Belastungen auf den Schornstein dient
- Eine innere Schale, die die Rauchgase führt und aus gegen Säureangriff chemisch beständigem Material besteht

Die Austrittsgeschwindigkeit des Rauchgases aus dem Schornsteinkopf beträgt bei Kohlekraftwerken bis zu 20 Meter pro Sekunde.
Hohe Schornsteine sind mit Flugsicherungslampen ausgerüstet und tragen in vielen Ländern (in Deutschland jedoch nur selten) auch im oberen Teil einen rot-weißen Warnanstrich für den gleichen Zweck tagsüber.

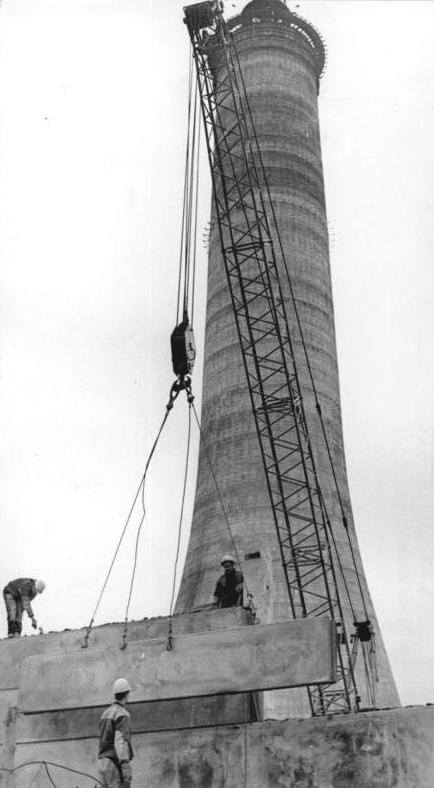
Montage des mittlerweile gesprengten 300-Meter-Schornsteins im Kraftwerk Thierbach
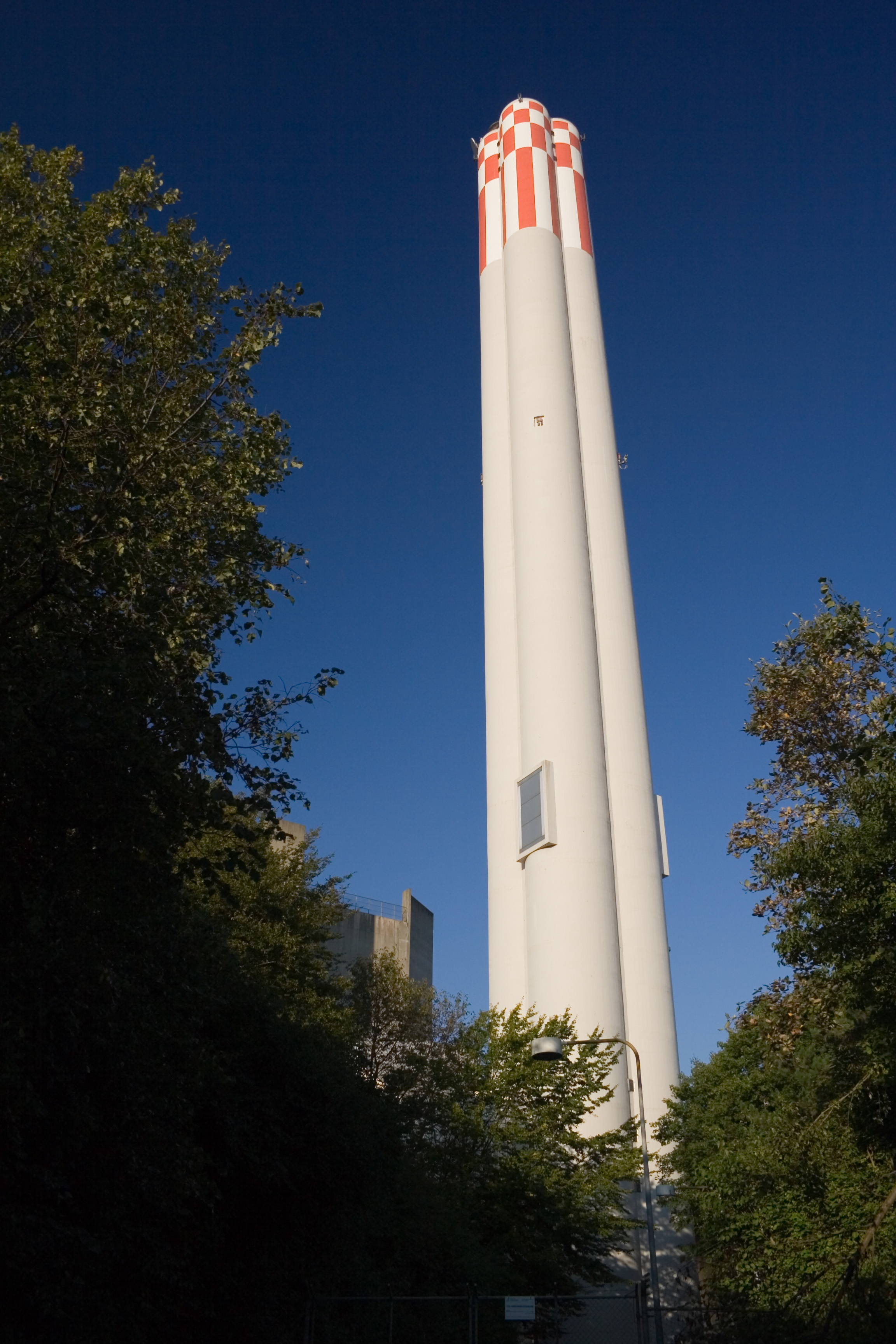
Industriekamin eines Heizkraftwerks in Zürich
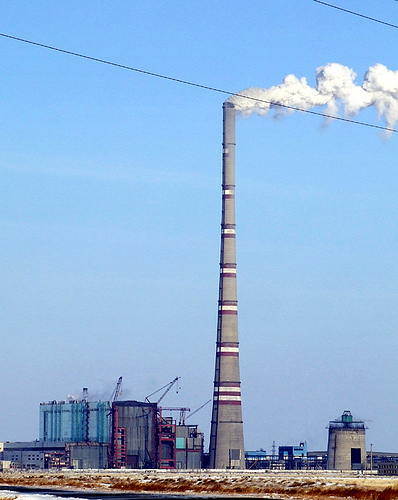
Schornstein des Kraftwerks Ekibastus in Kasachstan
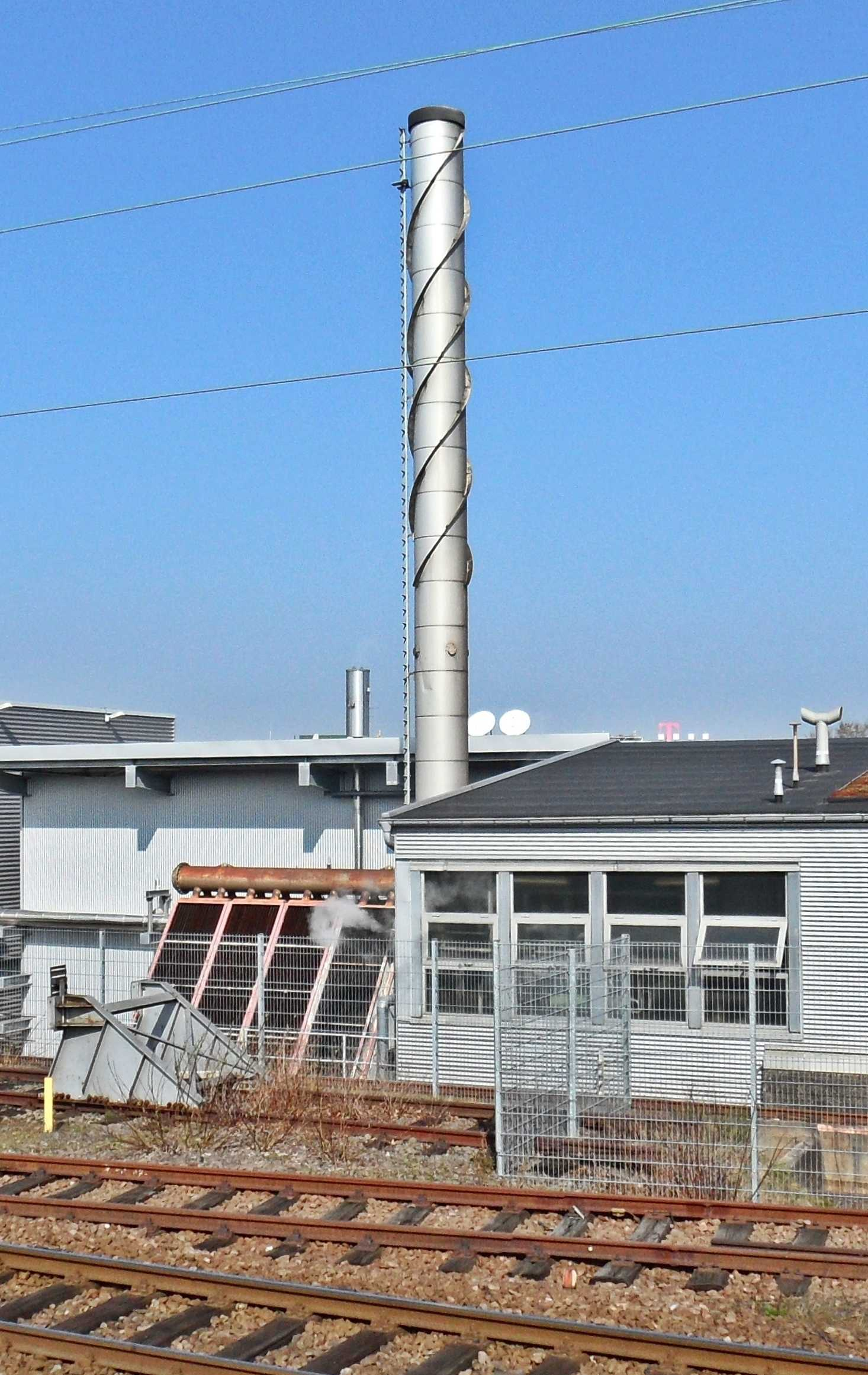
Stahlschornstein mit Scruton-Wendel gegen Resonanzschwingungen

### Kühltürme als Schornstein
Kühltürme können auch zusätzlich als Schornstein genutzt werden. Dieses Verfahren wird als Reingaseinleitung bezeichnet. Bei diesem Verfahren wird auf ca. einem Drittel der Kühlturmhöhe (über der Verrieselungsebene) das Rauchgas in die Kühlturmmitte geführt und dort in die Dampfschwaden abgegeben.
Bei Kohlekraftwerken mit Reingaseinleitung werden die entschwefelten und durch Elektrofilter gereinigten Rauchgase über den Kühlturm abgeleitet. Dazu wird das Rauchgasrohr über der Verrieselungsebene in die Mitte des Kühlturms geführt. Bei Anlagen ohne Rauchgasreinigung (insbesondere Rauchgasentschwefelung) würde im Kühlturm allerdings starke Korrosion auftreten.

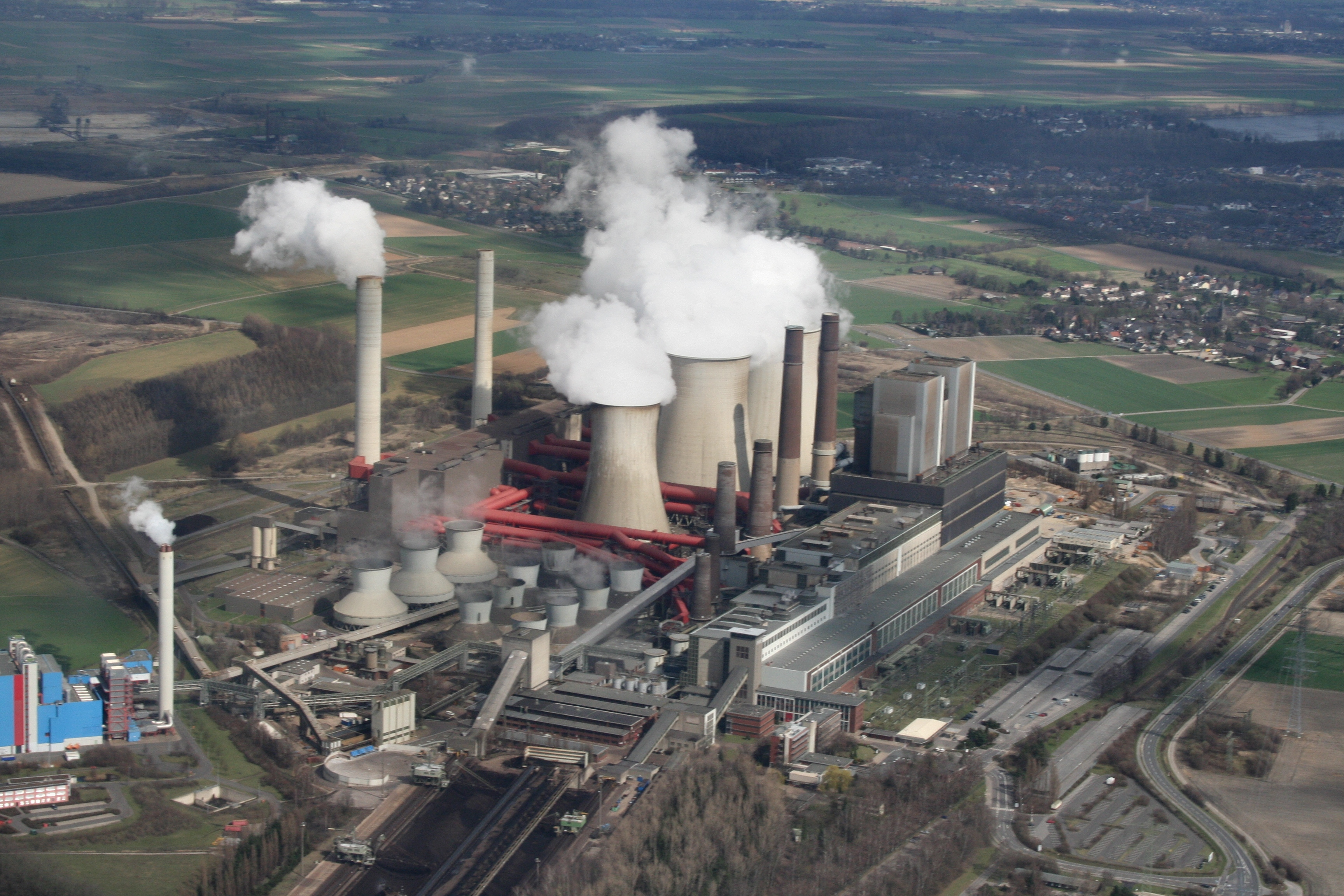
Kraftwerk Weisweiler: Rote Rauchgasrohre leiten die Abgase nach Umbau in die Kühltürme
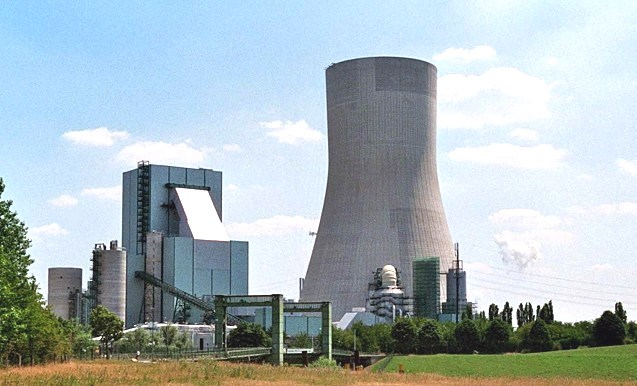
Kühlturm mit kombinierter Nutzung als Schornstein (Höhe 180 Meter)
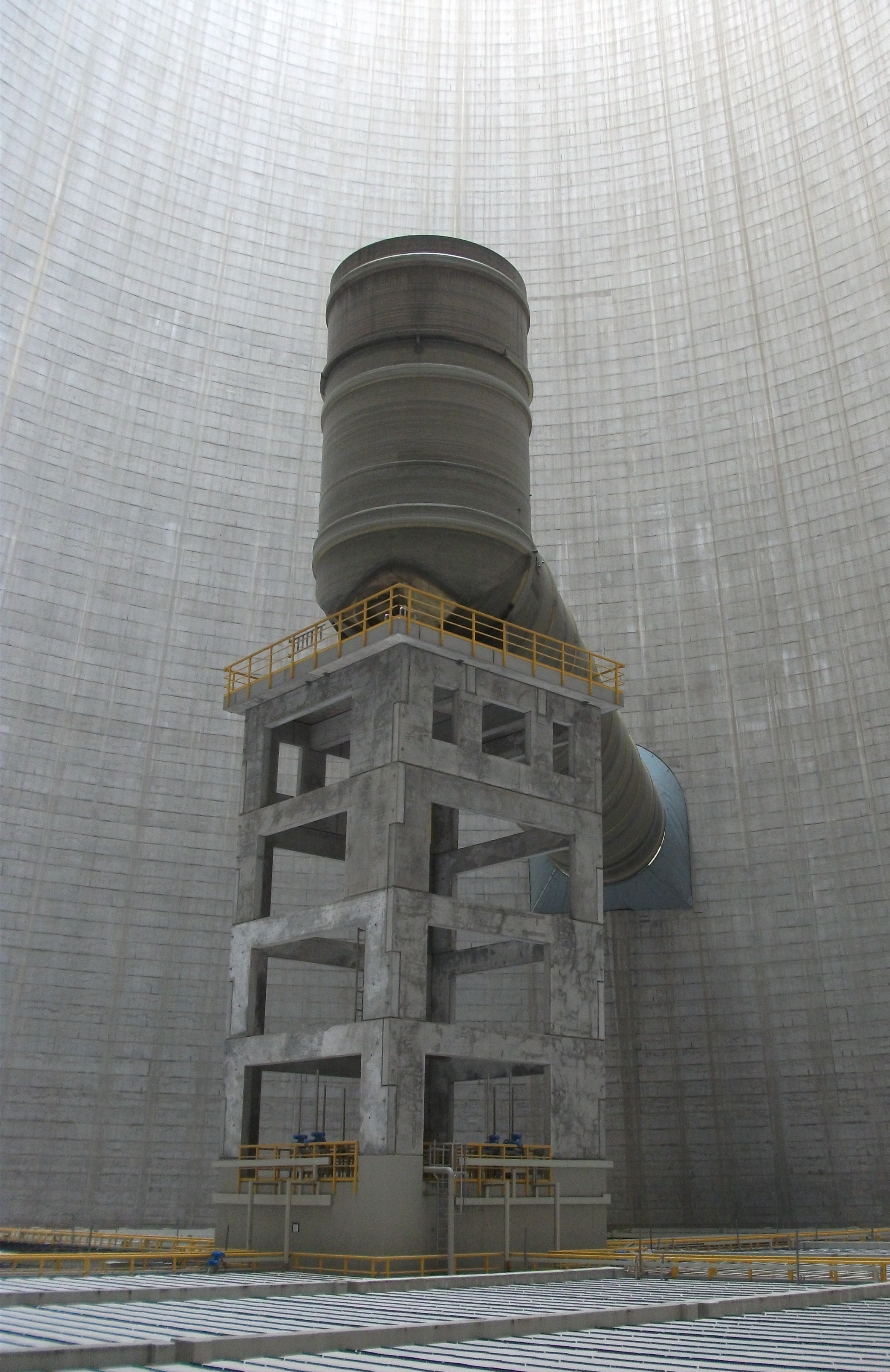
Rauchgasrohr im Kühlturm

Der Vorteil dieser in Deutschland erstmals 1982 im Modellkraftwerk Völklingen angewandten Technik (Reingaseinleitung) besteht darin, dass die erwärmte und feuchte Abluft des Kühlturms einen wesentlich stärkeren Auftrieb bietet als das Rauchgas. Hierdurch kann eine Verteilung der Abgasfahne mit geringerer Bauhöhe erreicht werden als bei einem „konventionellen“ Schornstein. Dies ist besonders bei Kohlekraftwerken von Vorteil, weil die Abgase nach der nassen Wäsche in der Rauchgasentschwefelungsanlage (REA) stark abgekühlt sind und nur noch einen geringen Auftrieb haben.
Die Nachteile dieser Technik liegen unter anderem in der unverhältnismäßig großen Dimension des kombinierten Kühlturms, die realisierte Mindesthöhe liegt bei 100 m (Modellkraftwerk Völklingen, Baujahr 1982), allerdings wurden in den letzten Jahren ausschließlich Türme zwischen 155 m und 200 m Höhe gebaut, um eine höhere Kühlleistung zu erreichen. Gerade bei angrenzender Wohnbebauung, wie zum Beispiel in den Städten Datteln und Duisburg-Walsum, wurden die neuen Blöcke mit den kombinierten Kühltürmen zur Rauchgasableitung als neuer Block an bestehende Anlagen gebaut. Teilweise gab es an diesen Altstandorten vorher keinen Kühlturm, da die Wärme anders abgeleitet wurde (zum Beispiel Durchlaufkühlung über angrenzende Gewässer); das Rauchgas wurde über konventionelle Schornsteine abgeleitet.
Nun kommt es an diesen Standorten durch den Turm und die im Betrieb entstehenden Dampfschwaden zu unerwünschten Auswirkungen auf das Mikroklima, zum Beispiel lokal erhöhte Niederschlagsmengen und großflächige Verschattungen.
Um diese Nachteile zu vermeiden, kam es nach Bürgerprotesten schon zu Planungsänderungen. So wurde beim Kohlekraftwerk Moorburg in Hamburg die ursprüngliche Planung eines Naturzug-Kühlturms mit kombinierter Nutzung als Schornstein geändert. Die realisierte Planung beinhaltet einen niedrigen Hybridkühlturm (Höhe 65 m). Aufgrund der aufwendigen Rauchgasreinigung kann auch auf einen sehr hohen Schornstein verzichtet werden. Der neue konventionelle Schornstein hat eine Höhe von 130 m.
| Turmhöhe | Kraftwerke mit Kühlturmnutzung als Schornstein  | Brennstoff |
| -------- | ----------------------------------------------- | ---------- |
| 100 m    | Kraftwerk Völklingen/Fenne (Blöcke HKV & MKV)   | Steinkohle |
| 110 m    | Kraftwerk Frimmersdorf (Block Q)                | Braunkohle |
| 120 m    | Kraftwerk Jänschwalde (Blöcke A–F)              | Braunkohle |
| 128 m    | Kraftwerk Niederaußem (Blöcke G & H)            | Braunkohle |
| 135 m    | Kraftwerk Quierschied/Weiher (Block Weiher III) | Steinkohle |
| 141 m    | Kraftwerk Schwarze Pumpe (Blöcke A & B)         | Braunkohle |
| 141 m    | Kraftwerk Staudinger (Block 5)                  | Steinkohle |
| 141,5 m  | Kraftwerk Rostock (Monoblock-Kraftwerk)         | Steinkohle |
| 155 m    | Kraftwerk Boxberg (Block R)                     | Braunkohle |
| 160 m    | Kraftwerk Lünen (Block Lünen-Stummhafen)        | Steinkohle |
| 165 m    | Kraftwerk Westfalen (Blöcke D & E)              | Steinkohle |
| 172 m    | Kraftwerk Neurath (Blöcke F & G)                | Braunkohle |
| 174,5 m  | Kraftwerk Lippendorf (Blöcke R & S)             | Braunkohle |
| 180 m    | Kraftwerk Datteln (Block 4)                     | Steinkohle |
| 181 m    | Kraftwerk Duisburg-Walsum (Block 10)            | Steinkohle |
| 200 m    | Kraftwerk Niederaußem (Block K)                 | Braunkohle |

### Höchste Schornsteine
Der höchste Schornstein der Welt ist der Schornstein des Kraftwerks Ekibastus in Ekibastus, Kasachstan. Er ist 419,7 Meter hoch. Zu den höchsten Schornsteinen der westlichen Welt gehört der 381 Meter hohe Inco Superstack einer Nickelhütte in Greater Sudbury, Ontario, Kanada. Europas höchster Schornstein ist der 360 Meter hohe Schornstein von Trbovlje in Slowenien.
Der höchste in Deutschland gebaute Schornstein ist der 307 Meter hohe Schornstein des Kraftwerks Buschhaus bei Helmstedt.
Der mit ca. 140 m höchste Ziegelschornstein ist die Halsbrücker Esse bei Freiberg. Betonschornsteine werden ab einer Bauhöhe von 200 Metern mit Ziegeln weitergebaut. Wegen der erhöhten Korrosion durch Witterungseinflüsse sind Reparaturmaßnahmen dann an den korrodierten Teilen kostengünstiger zu bewerkstelligen (Neubau durch Teilabbruch) z. B. Kupferhütte in Duisburg in NRW.

## Schornsteine auf Schiffen

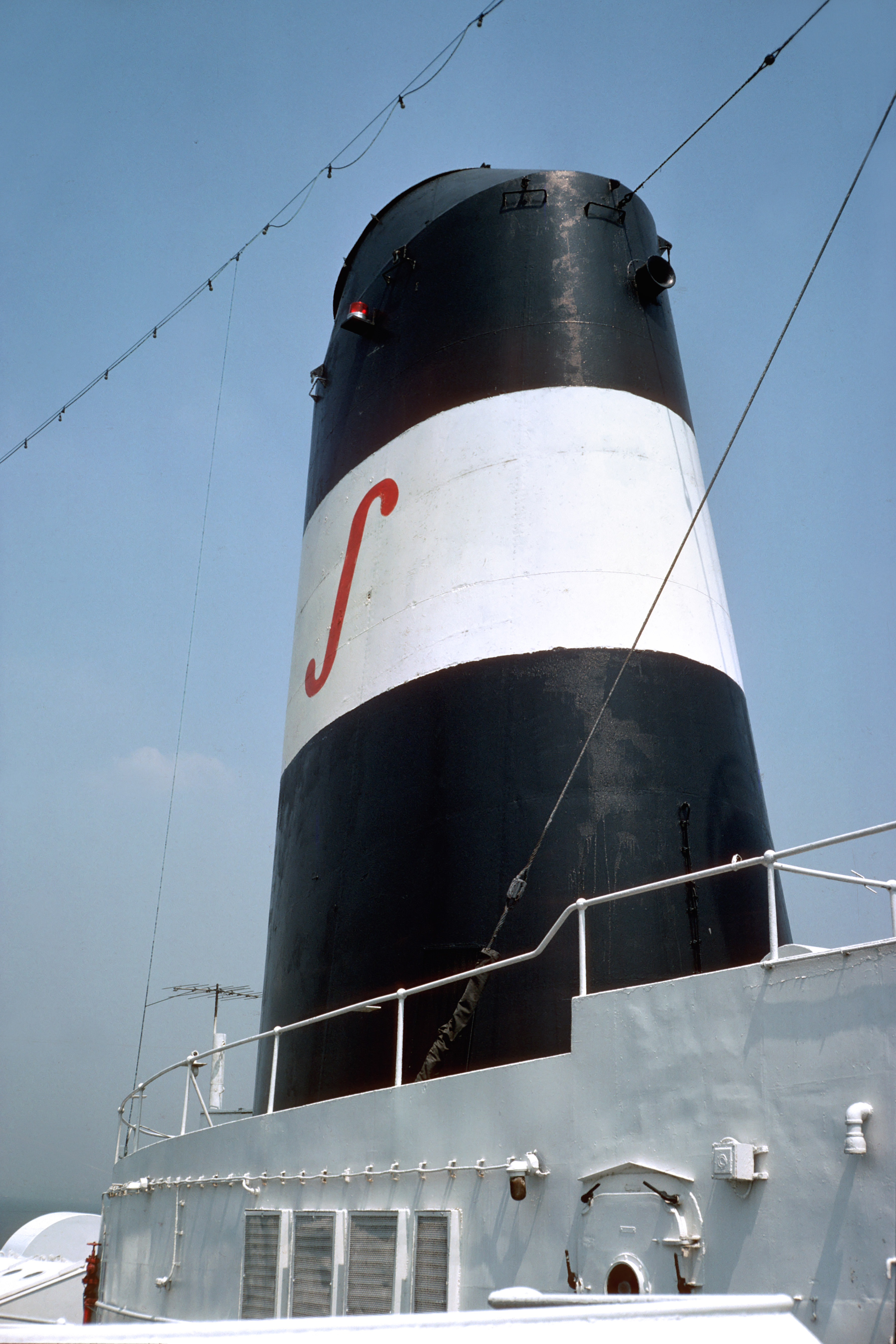
Schiffsschornstein

Mit der Einführung von Dampfmaschinen als Antrieb auf Schiffen wurden auch Schornsteine an Deck dieser Fahrzeuge aufgebaut. Dienten diese zunächst der Abfuhr von Rauch und Abdampf, wurden sie bald Erkennungssignal der betreffenden Reederei des Schiffes. In der Zeit der Schnelldampfer wurde die Anzahl der Schornsteine zum Statussymbol. Manche Reederei ließ beispielsweise zu zwei oder drei aktiven Schornsteinen noch einen weiteren als Attrappe hinzubauen. So war bei der Cap Arcona der hintere Schornstein nur Zierde. Es gab aber auch Schiffe mit mehr als vier Schornsteinen.
Um zu verhindern, dass Rauch und Schmutz aus den Schornsteinen auf Passagierdecks fallen konnte, gab es verschiedene Ansätze:
- möglichst hohe Schiffsschornsteine
- kleine Flügelstummel zur Erzeugung einer Wirbelschleppe, die die Rauchgase in horizontale Richtung lenken (z. B. bei der Norway)
- aufgesetzte horizontale Scheibe (z. B. bei der Maxim Gorkiy).

Flussschiffe besaßen oftmals klappbare Schornsteine, um auch niedrige Brücken passieren zu können.

## Schornsteine von Dampflokomotiven

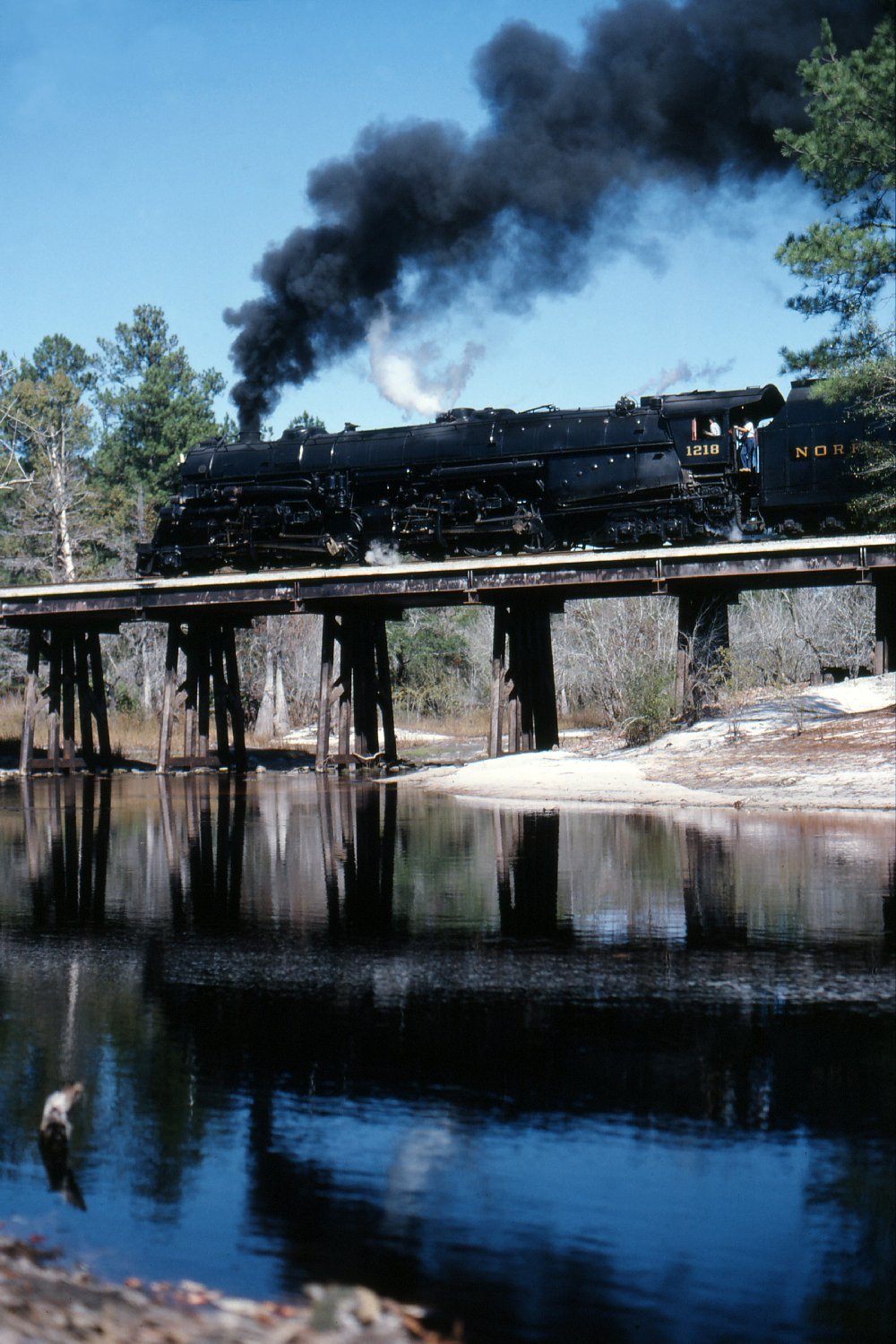
Dampflokomotive mit rauchendem Schornstein

Der Schornstein einer Dampflokomotive ist schwach kegelig ausgebildet und besteht aus Gusseisen. Er stützt sich mit einem angegossenen Flansch auf den Rauchkammermantel und ragt tief in die Rauchkammer hinein. Unten ist er mit einem Kragen versehen, der das Absaugen der Rauchgase begünstigt.

## Gesetze und Richtlinien
Die ersten Maßnahmen gegen Luftverschmutzung wurden schon in der Antike gesetzt und bestanden oft in einer Verlagerung von Betrieben mit starker Geruchs- oder Rauchentwicklung (z. B. Gerber oder Glasmacher) in die Vororte der Städte.
Vereinzelte gesetzliche Beschränkung der Schadstoffemissionen gab es ab dem Spätmittelalter für die Metallurgie und insbesondere Schmelzhütten, z. B. in Köln 1464, und später in Handwerkszentren wie Nürnberg und Augsburg. Bald nach Beginn der Industrialisierung gingen viele Fabriken – beispielsweise im mittelenglischen Black Country – entweder freiwillig an die Stadtränder oder bauten immer höhere Schlote. Den höchsten Fabrikschlot Mitteleuropas errichtete um 1950 die Zellstofffabrik Lenzing AG aufgrund von Auflagen der Landesregierung Oberösterreichs.
Klarere gesetzliche Rahmenbedingungen wurden aber oft erst nach Umweltkatastrophen beschlossen. Die wohl schlimmste Smog-Vergiftung der Industriegeschichte geschah vom 5. bis zum 9. Dezember 1952 in London (siehe Smog-Katastrophe in London 1952). Schwefelgase und Ruß aus Fabriken und Hausbrand sammelten sich am Boden und vermischten sich mit Autoabgasen. Das giftige Luftgemisch wurde teilweise so dicht, dass man auf der Straße die eigenen Füße nicht mehr sehen konnte, und kostete etwa 10.000 Einwohner das Leben. Diese Katastrophe war Anlass für den 1956 beschlossenen „Clean Air Act“ gegen extreme Luftverschmutzung. Er beschränkte u. a. offene Kamine und schrieb neben anderen Maßnahmen auch Schlothöhen vor.
Heute begrenzt man die Emissionen hingegen eher durch Grenzwerte, weil inzwischen auch bessere Messmethoden für die Umweltüberwachung entwickelt wurden. Durch weitgehende Abgasreinigung benötigen viele Betriebe nun keine hohen Schlote mehr, sodass sie abgerissen oder vereinzelt zum Industriedenkmal umgewidmet werden.

### Schornsteinquerschnitt
Die lichte Weite bzw. Querschnittsfläche eines Schornsteinzugs ist durch eine Schornsteinquerschnittsberechnung nach DIN EN 13384 zu ermitteln.

### Schornsteinhöhe und Lage von Ein- und Austrittsöffnung

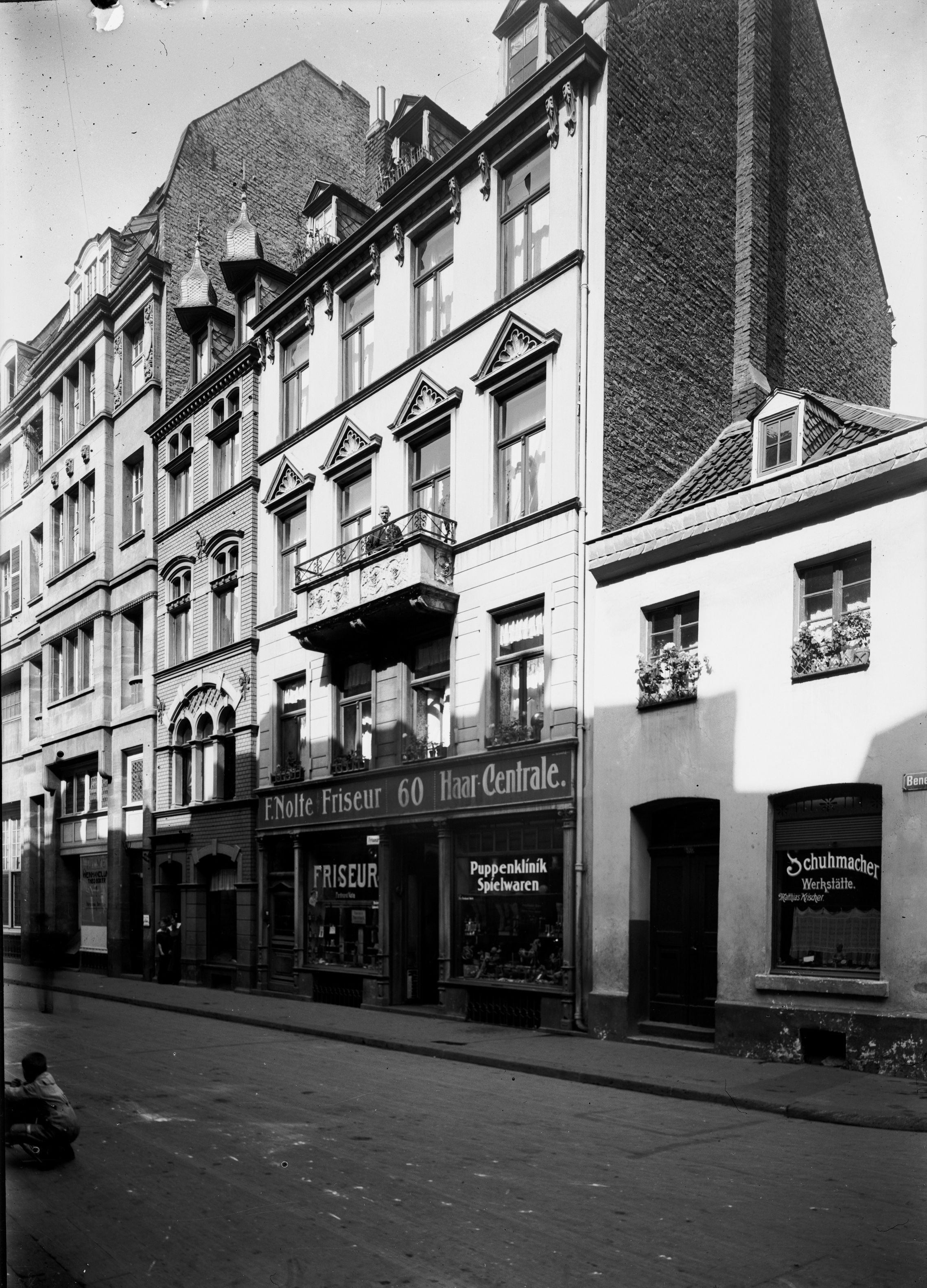
Schornstein eines einstöckigen Hauses, entlang der Giebelwand bis zum First des angrenzenden vierstöckigen (Köln, etwa 1910–1915)

Anzuwenden ist in der Regel die Verordnung über kleine und mittlere Feuerungsanlagen (1. BImSchV).

Ausgenommen sind Feuerungsanlagen gasförmiger oder flüssiger Brennstoffe mit einer Wärmeleistung über 1 Megawatt. Die Schornsteine größerer Anlagen werden nach der TA Luft 2002 bzw. der TA Luft, Entwurf 2018 bemessen.

Überwiegend ausgenommen sind weiterhin mobile Feuerungsanlagen, Badeöfen sowie Feuerungsanlagen, die nach ohne besondere Einrichtung zur Ableitung der Abgase betrieben werden können, wie Infrarotheizstrahler, Gasgrills und Gasherde.
Hilfsmittel sind u. a. auch die Software-Programme BESMIN und BESMAX sowie das Merkblatt zur Schornsteinhöhenberechnung von 2012.
Insbesondere, wenn doppelwandige Luft-Abgas-Systeme über mehrere Meter frei im Außenraum geführt werden, ist zu beachten, dass die Abgase sich durch den Wärmeaustausch mit der angesaugten Luft soweit abkühlen können, dass entstehendes Kondensat gefriert und der Schornsteinkopf vereist. Abhilfe schafft eine Wärmedämmung des äußeren Rohrs oder eine Begrenzung der Länge des parallel zum Abgas geführten Ansaugrohrs.

#### Verordnung über kleine und mittlere Feuerungsanlagen
Neben den Landesbauordnungen ist die Verordnung über kleine und mittlere Feuerungsanlagen (1. BImSchV) zur Bestimmung der Schornsteinhöhe sowie der Lage des Schornsteinkopfes maßgeblich.
Die Ableitbedingungen der 1. BImSchV vom 1. Januar 2021 besagen, dass der Schornstein einer Feuerungsanlage für feste Brennstoffe ab dem Jahr 2022 so auszuführen ist, dass die Austrittsöffnung des Schornsteins firstnah angeordnet ist und den First um wenigstens 40 Zentimeter überragt.

Als firstnah gilt die Austrittsöffnung, wenn der horizontaler Abstand zu First kleiner ist als der horizontaler Abstand zur Traufe sowie der vertikale Abstand zum First größer ist als der horizontaler Abstand zum First.
Von den Forderungen des § 19 der 1. BImSchV Satz 1 bis 3 kann abgewichen werden, wenn eine Berechnung des Schornsteins nach Abschnitt 6.2.1 der Richtlinie VDI 3781 Teil 4 (Ausgabe Juli 2017) vorgenommen wird.

#### VDI-Richtlinie 3781
Zur Festlegung der Höhe von Schornsteinen kleinerer Feuerungsanlagen diente zunächst die VDI-Richtlinie 3781 Blatt 4 „Ausbreitung luftfremder Stoffe in der Atmosphäre; Bestimmung der Schornsteinhöhe für kleinere Feuerungsanlagen“ vom November 1980.
Die Neubearbeitung der VDI-Richtlinie 3781 Blatt 4 wurde im Juli 2017 herausgegeben und erhielt aufgrund der Übernahme von Inhalten der Richtlinie VDI 2280 zu Ableitbedingungen für organische Lösemittel den neuen Titel „Umweltmeteorologie – Ableitbedingungen für Abgase – Kleine und mittlere Feuerungsanlagen sowie andere als Feuerungsanlagen“ und beschreibt nun die Ermittlung der Mindesthöhe der Mündungen von Abgasableiteinrichtungen von Anlagen, die Abgase, organische Lösemittel und andere Schadstoffe freisetzen, wozu etwa auch nicht genehmigungsbedürftige Anlagen gehören, die unter die 31. BImSchV fallen. Die Anwendung dieser Richtlinie wird unter anderem von den örtlichen Baubehörden bei der Erteilung von Baugenehmigungen für Gebäude gefordert, die Feuerungsanlagen enthalten.
Die nach diesen VDI Richtlinien ermittelten Mindesthöhen erfüllen die „Anforderungen des Immissionsschutzes zum ungestörten Abtransport der Abgase mit der freien Luftströmung und zur ausreichenden Verdünnung der Abgase“.

## Reparaturarbeiten
Zur Abdichtung von undichten Schornsteinen kann von innen mit einer speziellen Vorrichtung ein Mörtel als Dichtmasse aufgebracht werden. In Österreich wird der Vorgang als das Ausschleifen eines Rauchfangs bezeichnet.

## Kunst an Schornsteinen
Manche Haus- und vor allem Fabrikbesitzer ließen die Schlote außen künstlerisch ausgestalten oder mit Kacheln verkleiden. Heute sind manche dieser Kunstwerke oder besonders kunstvoll gemauerte Exemplare als Industriedenkmale gewidmet oder in einem Gesamtkunstwerk eingebettet. Herausragend sind zum Beispiel die künstlerisch aufwendig gestalteten Schornsteine von Antoni Gaudí in Barcelona. Als höchstes Gesamtkunstwerk der Welt gilt der 302 Meter hohe Schornstein des Heizkraftwerkes Chemnitz. Die Bemalung und Beleuchtung des höchsten Bauwerkes des Freistaates Sachsen gestaltete der französische Künstler Daniel Buren im Oktober 2013 (Heizkraftwerk Chemnitz-Nord).